# Arquitetura pré-românica
A arquitetura pré-românica é a fase da arquitetura europeia que se desenvolveu entre os séculos VIII e X, durante a qual «ocorreu uma fase de elaboração ativa de métodos construtivos e decorativos que o estilo românico levaria a cabo para os elevar ao mais alto nível artístico»..
A era pré-românica pode ser distinguida em três períodos principais: a era merovíngia, a era carolíngia e a era otoniana. O início do desenvolvimento da arquitetura pré-românica é ambíguo no tempo. Sucede à arquitetura romana e está associada ao desenvolvimento tardio da arquitetura paleocristã. Após o colapso do Império Romano do Ocidente, novas formas estruturais foram individualizadas na Europa Ocidental dentro das tradições locais (estilos). O período é também caracterizado pela transição da arquitetura em madeira para a arquitetura em pedra ou por esforços para reavivar a tradição antiga. Decorre dos séculos V/VI até à viragem do século X e século XI.

## Principais elementos da arquitetura pré-românica
A arquitetura pré-românica inclui a construção de monumentos do início da Idade Média (séculos V/VI - séculos X/XI) do sul, oeste e em parte também da Europa Central. Em muitos aspetos, baseou-se na arquitetura romana e cristã primitiva, mas também se baseou em diversas tradições culturais e religiosas desenvolvidas nos centros locais. Nacionalmente, foi adotada sobretudo por tribos germânicas, que se estabeleceram neste período, adotaram o cristianismo e assimilaram a cultura romana, que naquela época se tornou a religião dominante da Europa.

Planta baixa (em forma de cruz latina com transepto) da igreja do mosteiro em Saint-Riquier, século VII, França.

Na arquitetura, há uma transição dos edifícios de madeira para os de pedra. A arquitetura pré-românica abrange o período de grande expansão da arquitetura bizantina no Oriente. A sua influência manifestou-se fortemente na Basílica de São Marcos em Veneza ou nas construções do rei ostrogótico Teodorico, o Grande em Ravena. Após o colapso da administração central romana, a vida cultural e social no Ocidente foi durante muito tempo governada pelos costumes romanos e pelas instituições locais (urbanas). As tribos bárbaras adotaram a cultura e a língua romanas em vários graus e em ritmos diferentes. Por exemplo, na Península Ibérica, a influência romana foi muito mais forte do que na Europa Central, que estava em grande parte fora do Império Romano. Os edifícios do século VI ao VIII na Península Ibérica ou no sul de França são mais avançados que os edifícios pobres e primitivos da Europa Central e do Norte.

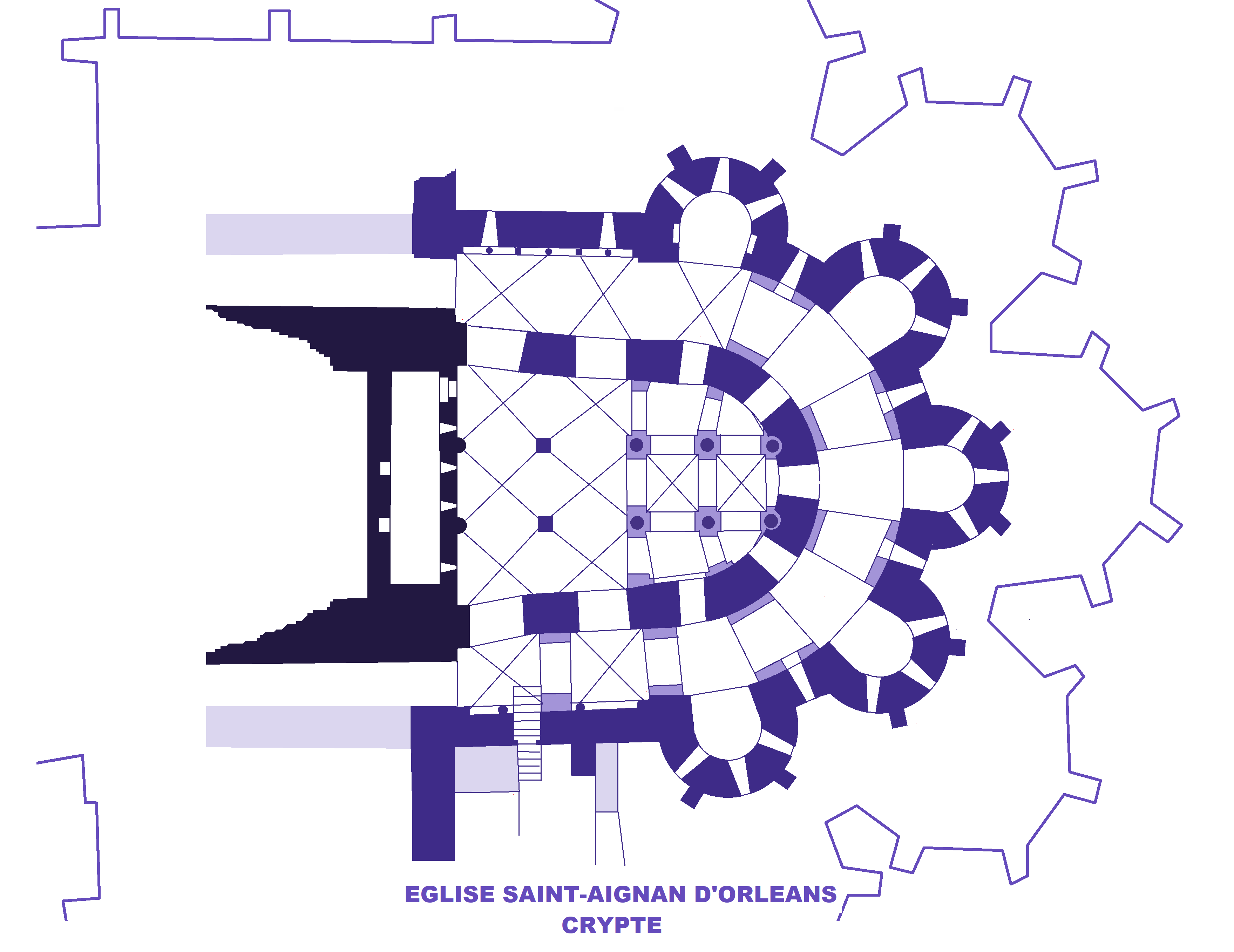
Cripta e corredor com uma coroa de capelas na Igreja de Saint Aignan de Orleães, séculos VI e VII, Orleães, França

Na arquitetura pré-românica há uma alteração na disposição da planta da basílica paleocristã no formato da letra T, foi alterada pela inserção de um coro (cruzeiro) entre a abside e a nave transversal (transepto), em forma de cruz latina. Na construção, ambas as plantas da basílica foram utilizadas. Com o tempo, porém, prevalece a planta da basílica em forma de cruz latina. Alguns templos foram dedicados a dois santos, pelo que foi criado um novo tipo de basílica, onde o coro fica nos lados leste e oeste. A parte oeste é ampliada por um transepto. São característicos o alargamento e elevação do presbitério, bem como o prolongamento da abside para o coro e o aumento da espessura da alvenaria. A ênfase óptica da relação entre suporte e carga e a popularidade das matérias-primas também são típicas.
Na cripta, espaço sob o coro, desenvolveu-se ainda num espaço multinave abaixo da abside. O teto da cripta ficava bem acima do solo para receber a luz do dia. Criou-se assim a necessidade de elevar o espaço do coro e do altar. Em muitos casos, criou-se uma passagem em torno do coro, o que tornava acessível a cripta, mas também a passagem dos fiéis em torno da relíquias ou outros locais religiosos importantes. O corredor no perímetro exterior foi complementado com uma capela.
Além das plantas longitudinais, prevalecem os edifícios centrais de formato poligonal ou circular, ou mesmo com deambulatório. A planta preservada da Abadia de Saint Havel na Suíça em São Galo, é exemplo de uma planta ou modelo conceitual da arquitetura monástica. O núcleo da planta é um templo de dois coros com duas torres independentes. Adjacente à igreja, no lado sul, encontra-se um pátio quadrado com passeios cobertos nas laterais do chamado claustro. Adjacentes a ele estão edifícios como refeitório, casa capitular, cozinha ou celas dos monges. Outros edifícios agrícolas estão localizados ao redor deste conjunto. Junto aos complexos da corte e do mosteiro, foram construídas no território do Império Franco igrejas simples, com uma única nave e capela-mor retangular. Este tipo foi trazido no século VII por missionários irlandeses.

## História e recursos

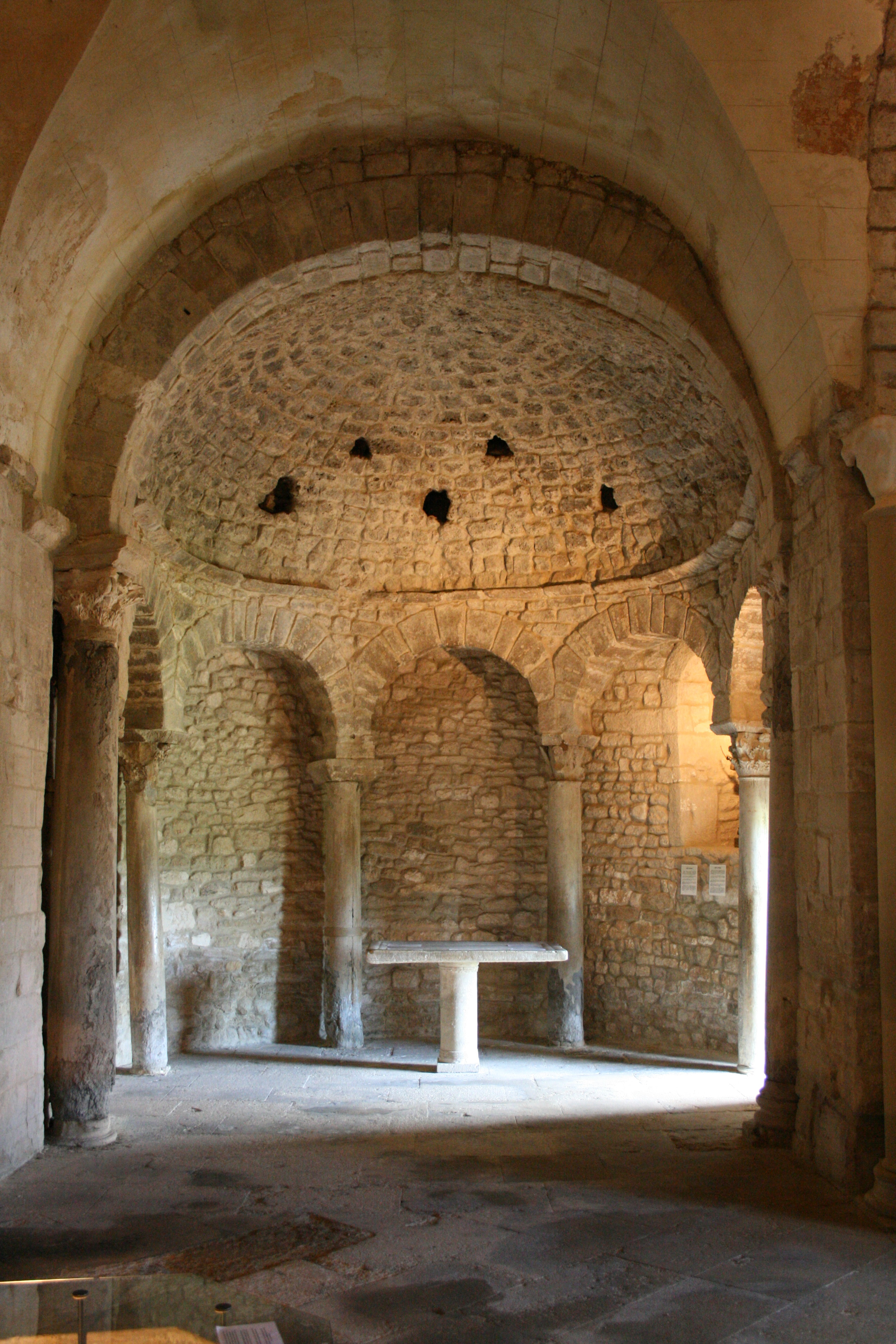
O batistério de Venasque.

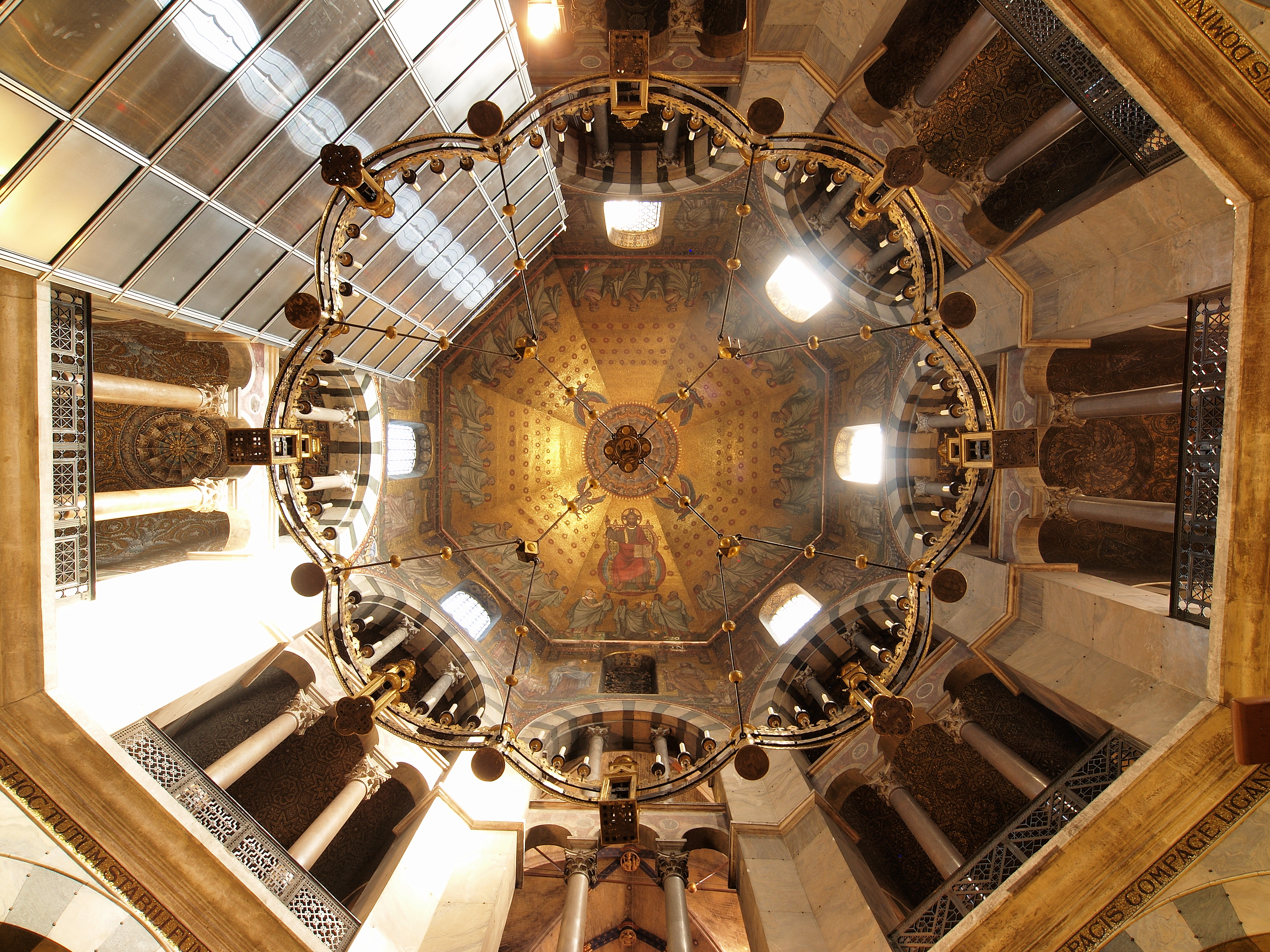
Capela Palatina de Aachen.

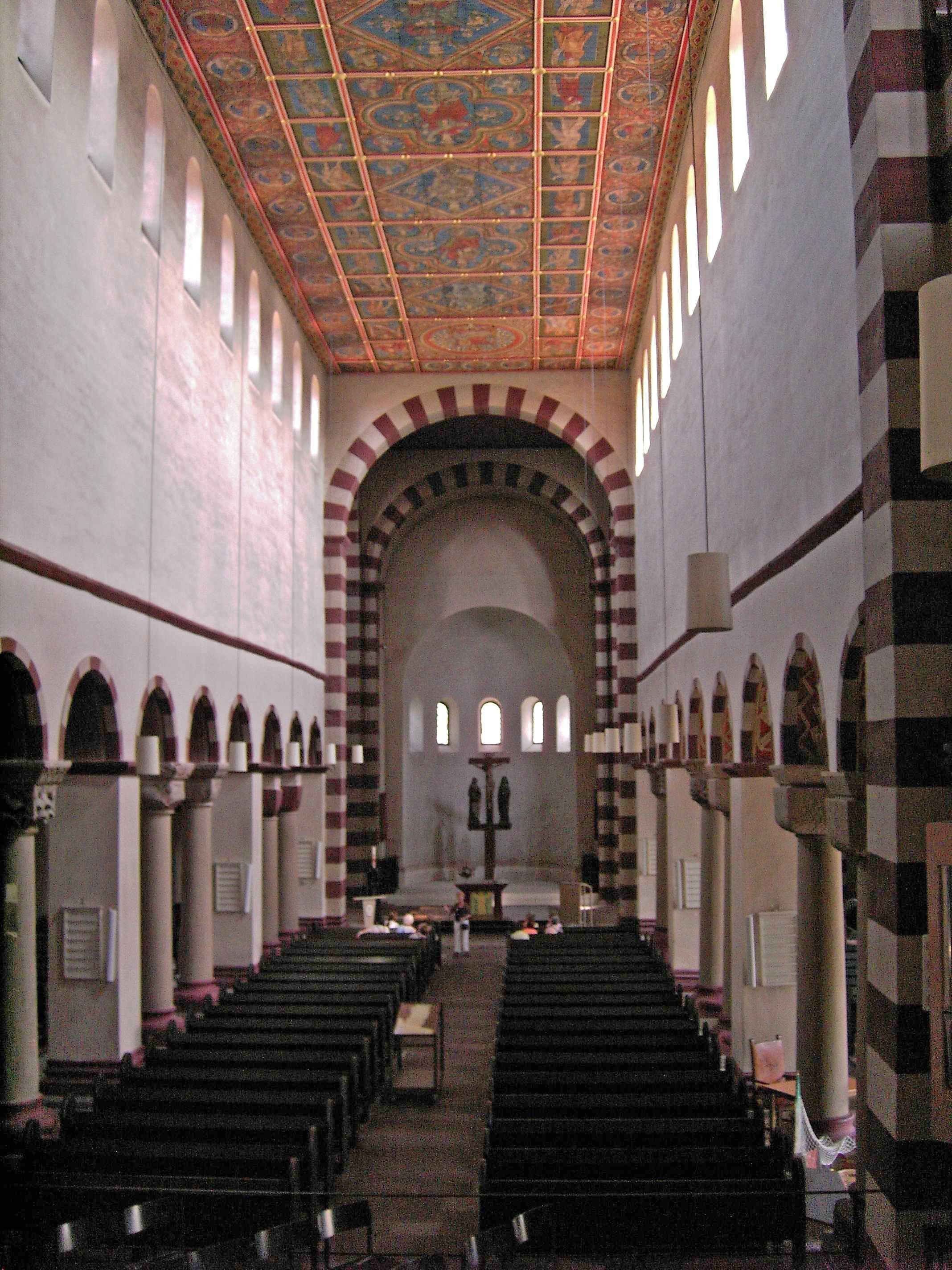
A Igreja de São Miguel em Hildesheim.

A arquitectura merovíngia, ou pré-carolíngia, coincidiu com o Reino dos Francos na Europa Central, dos Longobardos na Itália, do Reino dos Visigodos no sul da França e na Península Ibérica e na Reinos Anglo-Saxónicos nas Ilhas Britânicas. Deste período subsistem algumas igrejas no reino visigótico e um pequeno número de igrejas em Inglaterra e Irlanda cuja datação, no entanto, parece incerta..
O pré-românico da carolíngia desenvolveu-se a partir de 750, num período posteriormente marcado por Carlos Magno e os seus descendentes.
Evidências importantes deste período podem ser encontradas em Aachen, Benevento e Corvey, enquanto vários mosteiros surgiram nas Astúrias, norte de Itália e nas regiões da Europa Central, apenas parcialmente intacta até aos dias de hoje e muitas vezes caracterizada por planyas muito complicadas.
A arquitetura otoniana floresceu entre o final do século IX e meados do século X na Alemanha. Muito poucas criações permanecem deste período. Outra arquitetura interessante do mesmo período pode ser encontrada em Espanha. Posteriormente, entre finais do século X e a segunda metade do século seguinte, assistimos a uma evolução do estilo, com a transição do pré-românico para o que alguns estudiosos definiram como proto-românico. Só no final do século X se começaram a construir edifícios de grande importância em grande parte da Europa Central, na França e no norte de Itália, ainda caracterizados por elementos pré-românicos, mas com inúmeras variações e modificações que lançariam as bases para a arquitetura do século XII.

## Desenvolvimento da arquitetura pré-românica
Nota: A arquitectura paleocristã, que termina no século V/VI, insere-se cronologicamente no período de desenvolvimento da arquitectura pré-românica, que influencia o século V e VI na Europa Ocidental, bem como a arquitetura bárbara e viking, que se desenvolveu paralelamente em territórios pagãos. Através da cristianização gradual das nações pagãs, os temas cristãos e a influência da arquitetura pré-românica permeiam também estas áreas.

### Arquitectura paleocristã (século I—VI)

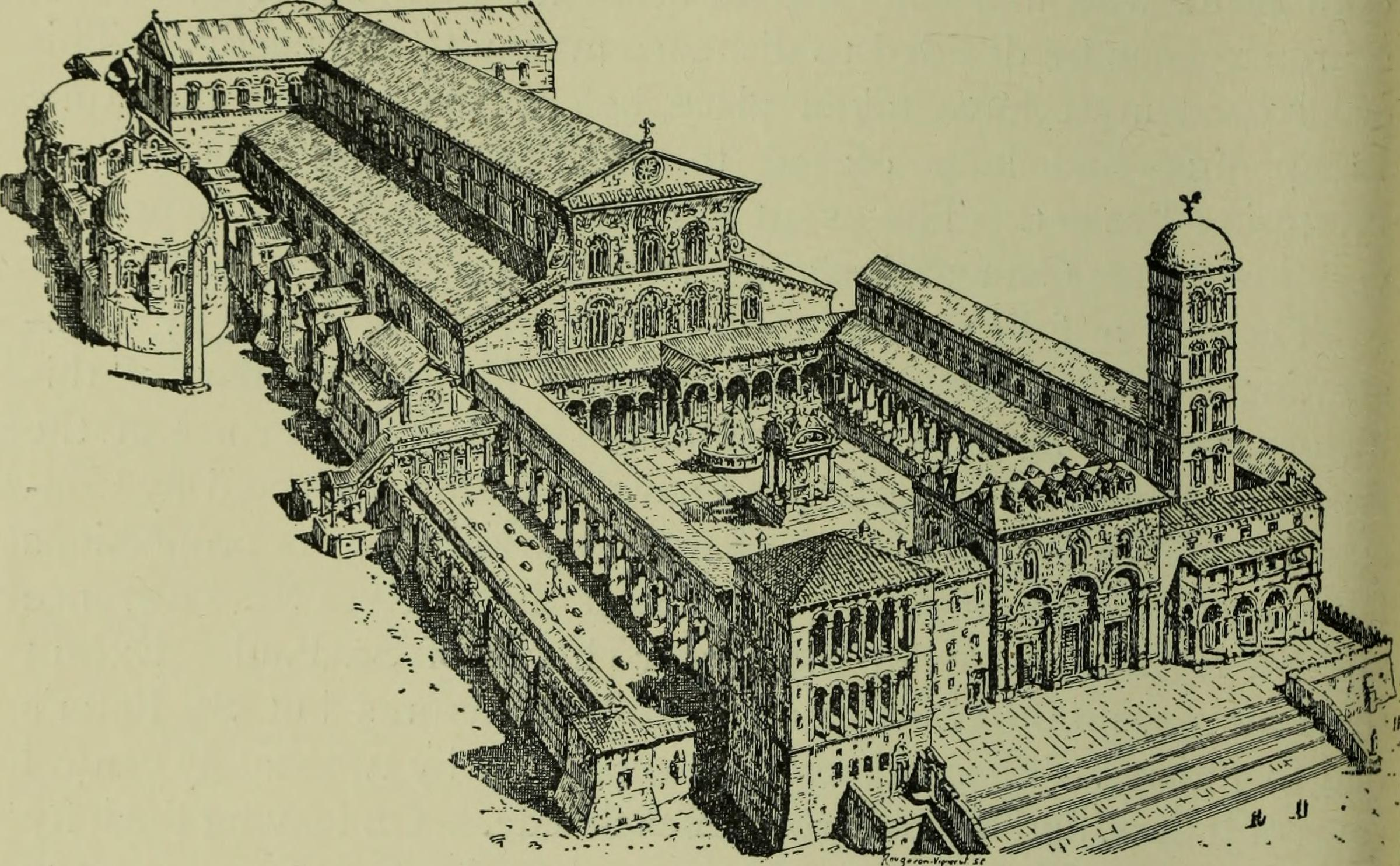
A antiga Basílica de São Pedro, construída no século IV, reconstrução do século XIX, Roma, Itália

Antes do reconhecimento oficial do Cristianismo em 313, os cristãos reuniam-se em lugares isolados—grutas, catacumbas e casas particulares (domus ecclesiae). Já durante o reinado de Constantino I, graças à legalização do Cristianismo, foram construídos templos de maiores dimensões, que se baseavam na arquitetura da basílica romana (Santa Constança, Igreja de São Clemente, a antiga Basílica de Santa Maria Maior, a antiga Basílica de São João de Latrão em Roma e outras). Os centros artísticos da arte cristã primitiva tornaram-se os primeiros municípios episcopais - Roma, Constantinopla (que foi fundada como uma típica cidade cristã), Antioquia, Jerusalém e Alexandria. No Século IV são também criados muitos locais de peregrinação na Palestina. Rapidamente começaram a ser construídos templos por todo o império, muitos deles patrocinados pelo próprio Constantino I, o Grande. Eram geralmente Basílicas de cinco naves, como a antiga Basílica de São Pedro em Roma, ou edifícios de planta basilical ou central, como a Basílica do Santo Sepulcro em Jerusalém. A decoração dos templos era feita com murais ou mosaicos para instruir os fiéis e também para ilustrar livros litúrgicos e outros manuscritos. Entre os monumentos mais conhecidos contam-se o Arco da Galeria e a rotunda em Tessalónica do século IV ou o mausoléu de Gala Placídia.
No Império Romano, as Basílicas tinham normalmente cinco naves, enquanto as basílicas no Norte de África tinham até sete ou nove (por exemplo, a basílica em Cartago). A entrada na basílica era feita pelo nartex. Eram comuns as tesouras abertas, já os tetos artesoados eram mais raros. Em frente às primeiras igrejas cristãs, existia um átrio, geralmente com um pátio quadrado e um fontanário. A par do desenvolvimento do cristianismo, termina também a construção de templos pagãos, que eram significativamente diferentes na estrutura da dos cristãos. Em meados do século V a planta central das igrejas e a travessia do transepto tornaram-se dominantes. Os monumentos mais importantes deste período são os templos das cidades de Filippoi, Nea Anchialos ou Acheiropoietos em Tessalónica e o Templo de Santa Deméter do final do século V. Esta arquitetura atingiu o seu auge durante o reinado do imperador Justiniano I no século VI. A parte mais importante dos templos era o altar (comummente colocado num lugar elevado); na parte oriental do império existia o púlpito. As igrejas sírias possuíam um segundo grande bema semicircular na nave central, utilizado para a leitura dos evangelhos e sermões. Edifícios notáveis para além das igrejas incluem batistérios, edifícios de serviço, palácios episcopais e mosteiros. Mosteiros importantes foram, por exemplo: o complexo do mosteiro de Abu Mina dedicado a Santa Mena ou o Mosteiro Vermelho perto de Sohag. Os edifícios seculares no período inicial eram principalmente termas, palácios, jardins, cisternas, aquedutos ou muros.

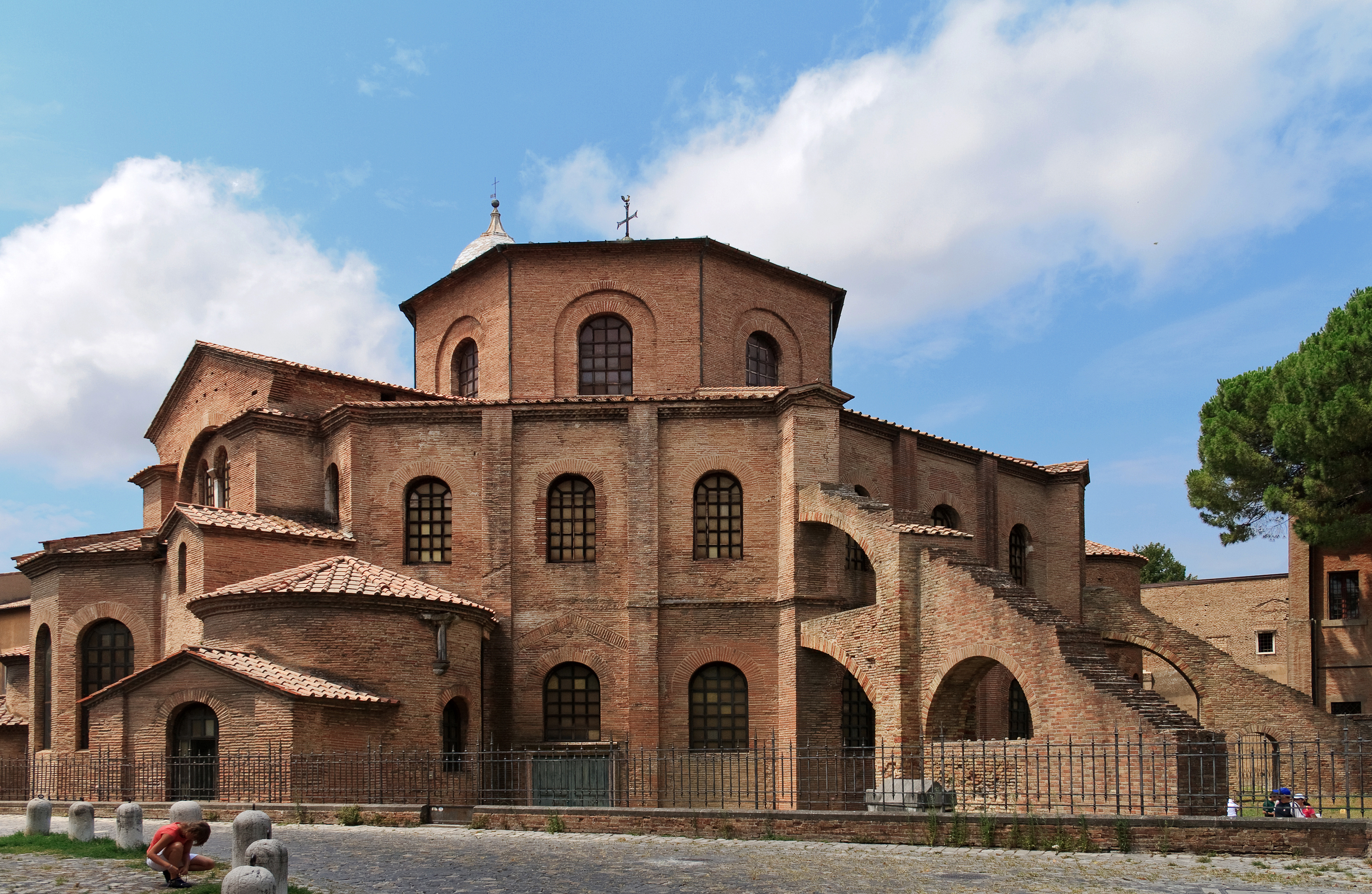
Basílica de San Vitale, 6. século, Ravena, Itália

Após a queda do Império Romano do Ocidente, a arquitetura viu-se numa crise política e económica e foi gradualmente caindo em desuso. Os edifícios eram mais pequenos em escala e menos monumentais em carácter do que no Oriente (Império Bizantino). A antiga Basílica de São Pedro e o edifício central do mausoléu de Santa Constança, mais tarde transformado na Igreja de Santa Constança, tornaram-se exemplo dos edifícios cristãos. A arquitetura cristã primitiva desenvolveu-se em centros como Milão ou Ravena, por exemplo o batistério na Basílica de São Lourenço. Os edifícios centrais em forma de cruz grega adquiriram um carácter distinto.
Um grupo especial é constituído por monumentos paleocristãos de Ravena do século V—VIII, que combina influências arquitetónicas ocidentais e orientais, como a Basílica de São Apolinário em Classe ou a Basílica de São Vital. A arquitetura cristã primitiva desenvolveu-se nos territórios da Gália. A construção de catedrais, como a Basílica de São Pedro em Metz e a Basílica de São Gereão em Colónia. Aparece um tipo de templo duplo. Os batistérios tinham uma planta quadrada com nichos e uma cúpula. A influência da arquitetura síria reflete-se em edifícios de menor escala, que ali funcionavam através de colónias sírias nas cidades galo-romanas do vale do Ródano. A partir do século IV, as cidades gaulesas foram fortificadas contra os ataques bárbaros. Após a conquista da Gália pelos germânicos, a arquitetura pré-românica desenvolveu-se por completo.

### Arquitetura Bárbara e Víquingues
A arquitetura bárbara está associada ao período das migrações dos povos bárbaros e à arte bárbara. Em meados do século II, os godos avançaram do Mar Báltico ao longo do Vístula para sul. Os sármatas já estavam lá assentados no século II a.C., sendo gradualmente expulsos pelos citas para o ocidente. O primeiro ataque dos bárbaros em meados do século III contra o Império Romano estava relacionado à anarquia militar. Os Alamanos e Francos penetraram até ao norte da Itália e os Saxões estabeleceram-se na Grã-Bretanha. A arquitetura bárbara referia-se apenas a habitações simples e a assentamentos fortificados feitos de madeira ou argila. A passagem para o século IV permitiu o estabelecimento de relações comerciais e a conversão dos Godos ao Arianismo. A arquitetura bárbara tentou seguir a estrutura dos edifícios romanos. Os Bárbaros foram aceites nas legiões romanas e assim tornaram-se aliados de Roma. Estabeleceram-se gradualmente nas cidades romanas abandonadas ao longo das vias. Os visigodos estabeleceram-se na Trácia. As más condições de vida obrigaram-nos à revolta. Em 378 derrotaram os romanos em Adrianópolis. Mais tarde, sob a liderança de Alarico I, atacaram as províncias romanas dos Balcãs e invadiram a Itália. Em 410 conquistaram Roma e em 414 penetraram o sul na Gália, onde em 451 participaram como aliados de Roma e da Batalha dos Campos Cataláunicos contra os Hunos. No final do século V cruzaram os Pirenéus e na península ibérica fundaram o Reino Visigótico. Os Vândalos e Suevos juntamente com o Alanos devastaram a Gália até aos Pirenéus, mais tarde Hispania e Norte de África. Os borgonheses e os alamanos estabeleceram-se na parte oriental da Gália, e os Francos no norte. Renunciaram à obediência ao Império Romano e expandiram o seu território. Os Hunos estabeleceram-se na região da Panónia por volta de 405 e mais tarde atacaram Constantinopla. Depois invadiram o oeste e chegaram até Paris, foram repelidos em Troyes e arrastados até Roma e recuaram novamente. O último imperador romano ocidental foi Romulus Augustus, que foi destronado e morto por Odoacro em 476. Teodorico I, o Grande derrotou Odoacro em 493. Os Ostrogodos foram expulsos pelos Bizantinos através dos Bálcãs até Itália. O Império Romano do Ocidente estava a desintegrar-se e por sua vez foi tomado por novos reinos bárbaros, que se converteram gradualmente ao Arianismo, mais tarde através da conversão de Gregório, o Grande dos bárbaros arianos à fé cristã. Os Longobardos foram expulsos do Danúbio pelos Ávaros e mais tarde invadiram a Itália e fundaram o Reino Lombardo. Foram necessárias várias décadas para desenvolver uma nova arquitectura que respondesse às ambições políticas das novas formações de poder.

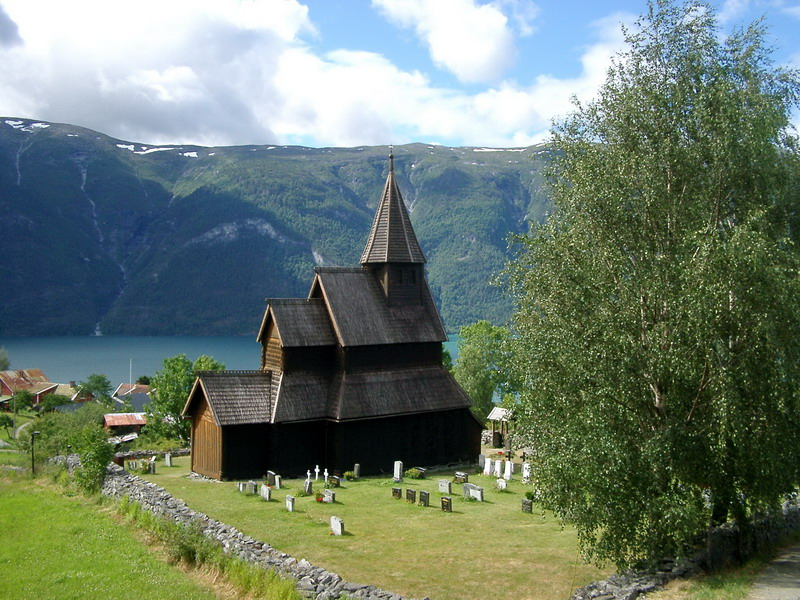
Igreja de madeira de Urnes, século XI, Noruega

A arquitetura víquingue como fase arquitetónica do estilo nórdico desenvolvido entre o século VIII—século XII na Escandinávia. Era principalmente uma arquitetura de madeira. A sua manifestação mais significativa foi a igreja de colunas stavkirke, em homenagem ao método de construção de paredes a partir de pilares e fošní verticais. Os telhados escalonados eram comuns, como a Igreja de Urnes do período 1060 a 1080. Era popular o uso de ornamentos planimétricos com uma cintura e um ornamento zoomórfico estilizado. Na última fase, sob a influência da arte Carolíngia e da arte anglo-saxónica, surgiram também na decoração motivos figurativos. A tradição das igrejas de madeira perdurou até ao final da Idade Média.

### Arquitectura pré-carolíngia

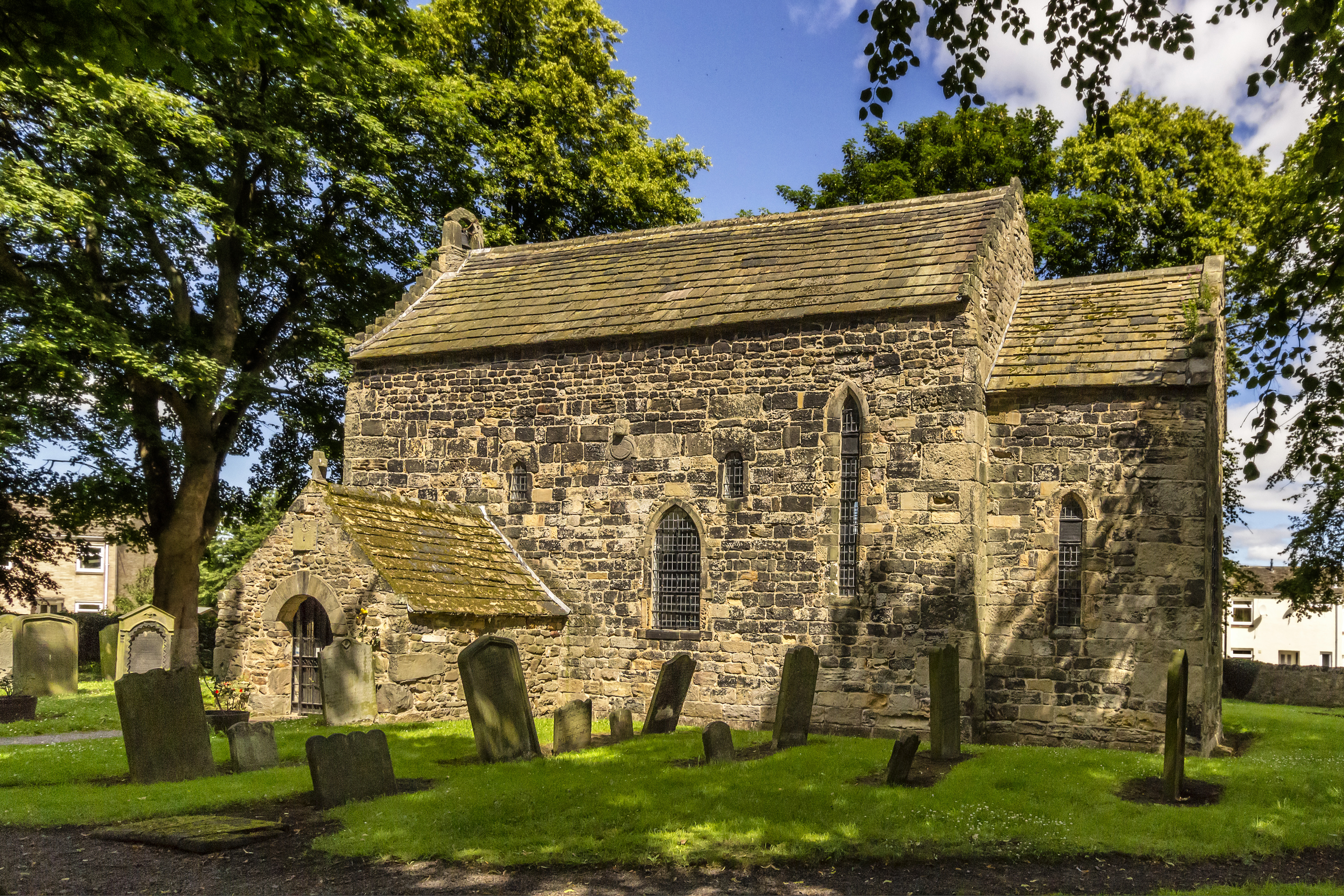
Igreja de São João em Escomb, século VII, Durham, Reino Unido

O termo refere-se ao período compreendido entre o século V e os séculos VIII e IX no território do antigo Império Romano do Ocidente e nas áreas circundantes até ao advento do chamado Renascimento Carolíngio. A partir do final do século V, a arquitetura divergiu cada vez mais da arquitetura romana oriental (bizantina). A arquitetura pré-carolíngia é a primeira fase da arquitetura pré-românica. Manifesta-se em duas linhas, a saber, uma baseada no legado antigo e outra baseada na tradição da arte abstrata germânica e celta. Os centros de arte são sobretudo mosteiros. Na arquitetura, o esforço predominante é o de dar continuidade à tradição antiga, que se desenvolve em quatro círculos culturais: na Itália, desenvolvem-se principalmente a ostrogótica e a arquitetura lombarda, na Península Ibérica a arquitetura visigótica. No século V, foram construídas basílicas de três naves com telhado de madeira, arcadas altas e arcos em ferradura com forte influência bizantina. No território da actual França, Bélgica e Renânia predominava a arquitectura merovíngia. Foram construídas catedrais em grandes centros como Tours, Reims ou Paris, uma mistura de basílicas de três naves sem transepto com uma abside e um matroneu. Mais tarde, foram reconstruídas, e apenas restam os vestígios das catedrais originais em Vienne e vários baptistérios centrais. Na parte oriental do Império Franco, foram preservadas várias igrejas-salão, nomeadamente em Regensburg e Lorsch. Nas Ilhas Britânicas e na Irlanda, até ao século VII a arquitetura desenvolve-se minimamente e traz consigo sinais da arte paleocristã. Do século VII ao século X desenvolve-se a arquitetura anglo-saxónica, como é exemplo a Igreja de São João do século VII em Escomb perto de Durham.

#### Arquitectura merovíngia (séculos V-VIII)

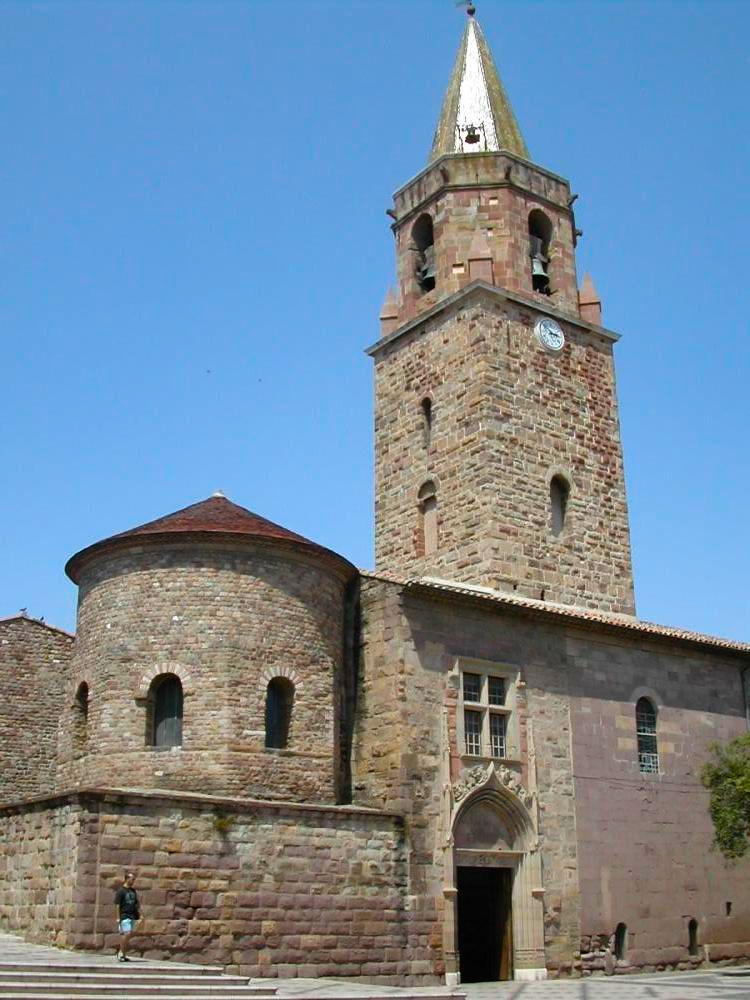
Catedral de Fréjus com batistério, século V, Fréjus, França

A arquitetura merovíngia está intimamente associada ao período de governo dos merovedianos entre século V – século VIII no Império Franco. O núcleo do império era aproximadamente o território da actual França. A arquitetura da Gálica nos século IV e século V desenvolveu-se dentro da estructura da arquitetura paleocristã (arquitetura galo-romana). Nos séculos V e VI, verifica-se uma certa estagnação como resultado da invasão das tribos germânicas. As tribos germânicas estavam familiarizadas com a arquitetura em madeira. Edifícios rectangulares com várias naves, feitos de vigas verticais e feitos de madeira, que lembravam igrejas escandinavas posteriores (stavkirke). Para além de simples mosteiros e igrejas rurais com nave rectangular, foram também construídas catedrais. O desenvolvimento do monasticismo na Gália na segunda metade do século IV está também relacionado com a construção de mosteiros. Na arquitetura merovíngia, especialmente na região gaulesa (Arles, Lyon, Tours, Vienne, Paris e Chartres), é utilizada uma basílica do tipo constantiniano. As igrejas são de três tipos (episcopal, monástica e de peregrinação). As igrejas episcopais (catedrais) consistiam de duas igrejas e um Batistério e eram orientadas de norte para sul, uma ao lado da outra, como nas cidades de Fréjus, Avignon, Nîmes, Vienne, Auxerre, Sens, Trier ou Genebra. Uma parte especial das igrejas eram as torres sineiras, colocadas em frente ao presbitério ou em frente à nave para a fachada, por exemplo a Igreja de São Martinho em Tours e a Catedral de Santo Estêvão em Paris. No século V, foi utilizada uma planta cruciforme com anexo de abside circular e nave transversal, como nas nossas igrejas de Clermont, Romainmôtier e Saint-Denis. A Basílica da Santa Cruz e a Catedral de São Vicente em Paris e Notre-Dame em Jumièges tinham uma planta cruciforme.

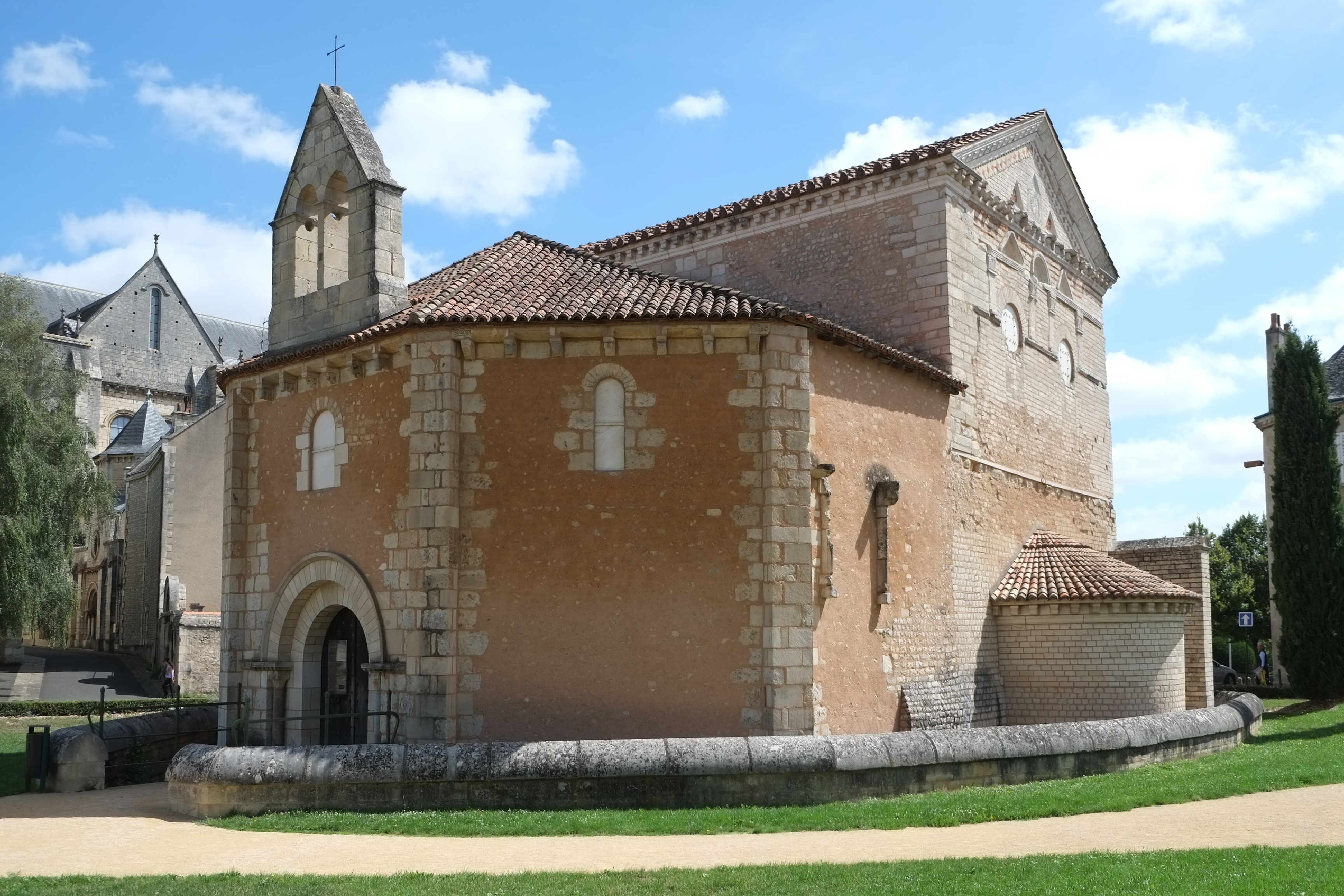
Batistério de São João, séculos IV e V, Poitiers, França

Os edifícios centrais eram raros e eram geralmente batistérios, como o batistério em Venasque ou em Aix. A partir dos séculos V e VI, foram construídas capelas abobadadas semelhantes às igrejas abobadadas da Ásia Menor. Estes batistérios apresentam uma impressionante semelhança com os templos da Ásia Menor, da Síria e da costa do Mar Adriático ou com os batistérios da Itália. Quatro nichos nos cantos do espaço quadrado permitem a transição do quadrado para o octógono. Este método é proveniente do Oriente e foi utilizado na construção de batistérios e martírios. A partir do século VI surge uma espécie de basílica com três absides, como em Autun, Poreč e por fim da Catedral de São Pedro e São Paulo em Nantes. Em século VII e século VIII, os mosteiros foram construídos principalmente no norte e leste da Gália, tinham plantas diversificadas e eram constituídos por duas igrejas. O projecto assemelha-se à planta dos mosteiros orientais, mas no século VII, começaram a surgir variações. As igrejas de peregrinação eram construídas nos arredores das cidades e principalmente no campo, sobre o túmulo de um santo, como Saint-Germain em Auxerre, Saint-Bénigne em Dijon, Saint-Remi em Reims. Um importante centro da arquitetura merovíngia é Poitiers, onde existem edifícios importantes como o Batistério de São João, o mosteiro de Ligugé perto de Poitiers e a Abadia de Santa Cruz.

#### Arquitectura Ostrogótica e Longobarda (séculos V/VI - VIII)

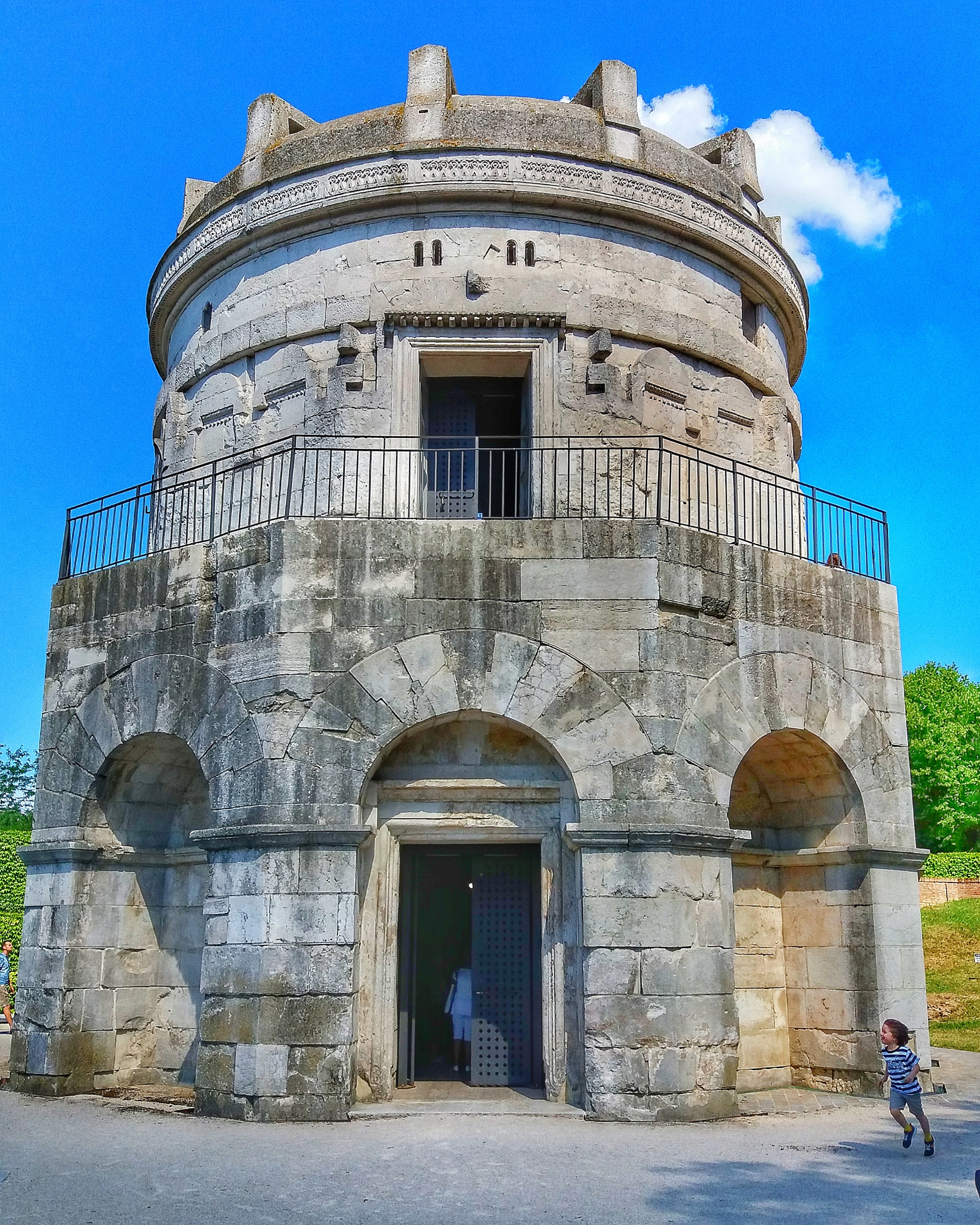
Mausoléu de Teodorico, século VI, Ravena, Itália

A arquitetura ostrogótica e lombarda desenvolveu-se principalmente no norte da Itália no século V - século VIII. A atividade de construção da arquitetura ostrogótica está principalmente relacionada ao reinado de Teodorico I, o Grande. Ravena tornou-se o centro do Império Ostrogótico a partir de 493. Os ostrogodos mantiveram contactos com o Império Bizantino e continuaram o legado da arte romana. Nos anos 552 - 555, o império entrou em colapso sob pressão de Bizâncio. A arquitetura segue em parte a tradição romana e paleocristã. A construção de templos arianos sob a influência da arquitetura bizantina é encorajada, como a Catedral Ariana (hoje Espírito Santo) do final do século V ou a Basílica de Sant’Apollinare Nuovo do início do século VI em Ravena. Edifícios centrais importantes são o Batistério dos arianos do século V/VI, a Basílica de São Vital do século VI, e o Mausoléu de Teodorico com a sua enorme cúpula monolítica do século VI em Ravena.

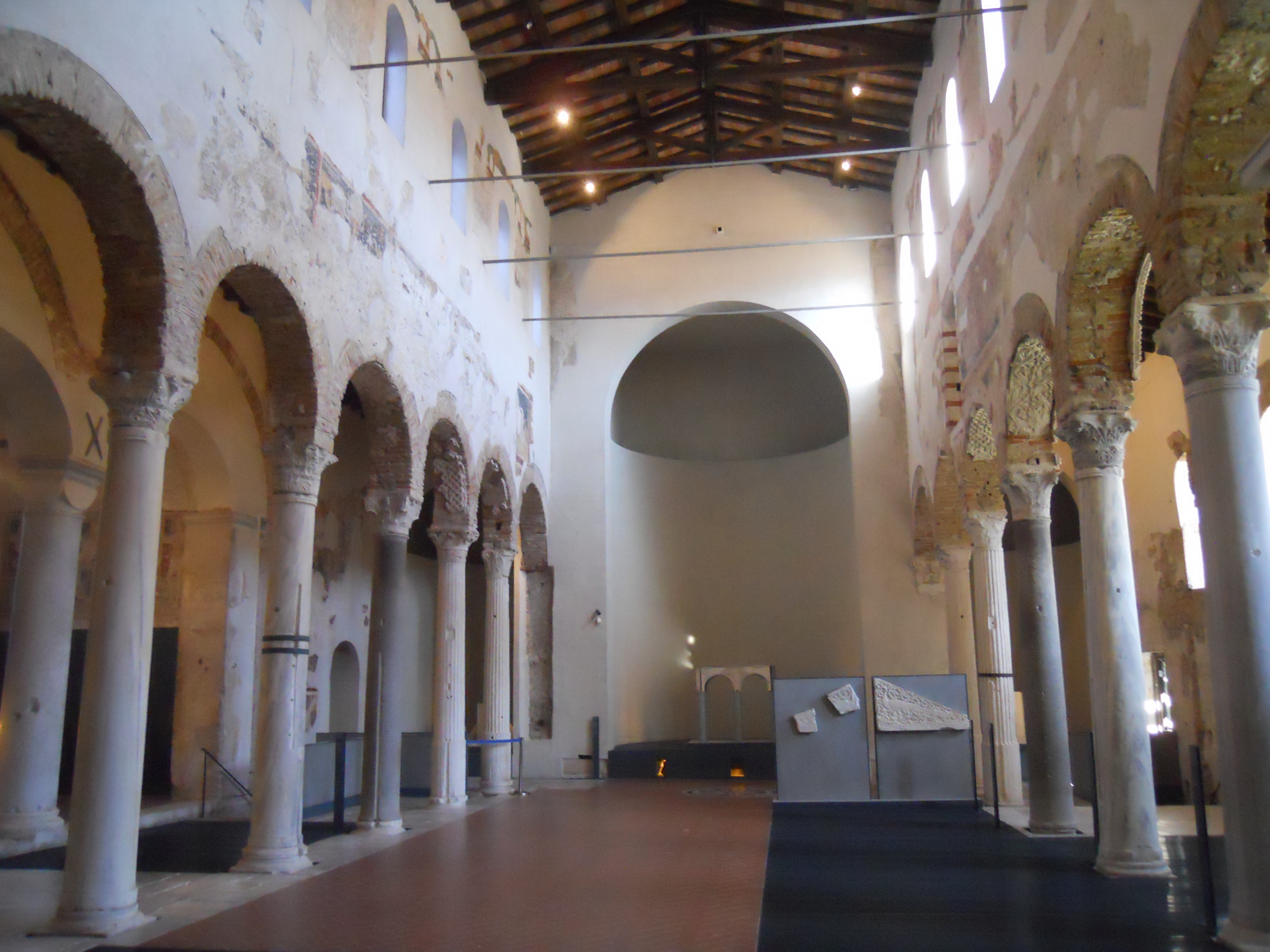
Interior da Basílica de São Salvador, cerca de 753, Brescia, Itália

 Os longobardos entraram em Itália em 568 vindos da Panónia sob pressão dos Ávaros e fundaram o Reino Lombardo com capital em Pavia. Em 774 o reino foi destruído pelo rei franco Carlos Magno e o território passou a fazer parte do Império Franco. A arquitetura orientou-se para a construção de basílicas, igrejas de uma só nave, como a Basílica de São Salvador em Bréscia ou a capela do palácio em Pavia. Monumentos preservados da arquitetura lombarda encontram-se em Pavia, cividale del Friuli, Monza e Como. Durante o reinado dos carolíngios, a arquitetura da escola lombarda desenvolveu-se no norte de Itália, cujas influências ainda se fazem sentir no sul da Itália no final do século X e o início do XI. século, que mais tarde se reflecte na arquitectura românica.

#### Arquitetura visigótica (séculos VI - VII)

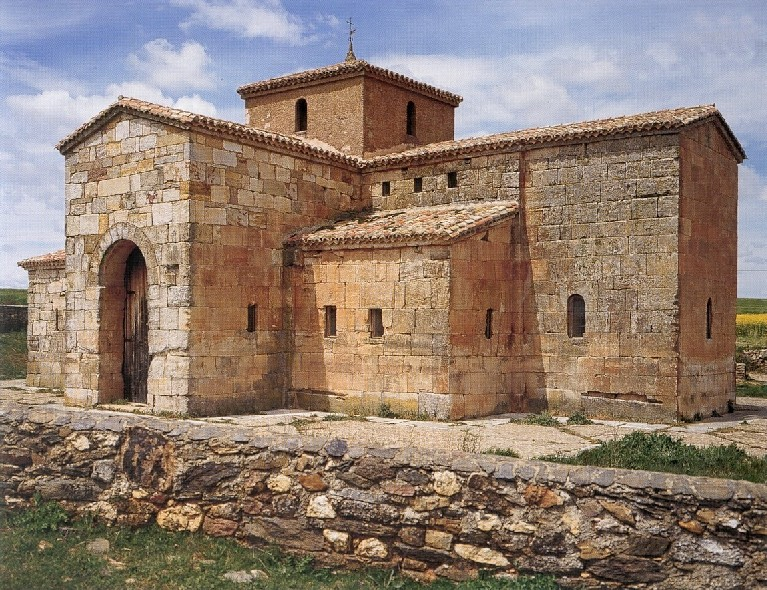
Templo de São Pedro de la Nave, século VI, perto de Zamora, Espanha

Os visigodos ocuparam gradualmente a Península Ibérica a partir do século V e durante o século VI uma formação estatal estável, que atingiu o seu auge na segunda metade século VII. Nos anos 711 - 720, o reino Visigótico ficou enfraquecido e foi conquistado, exceto a parte noroeste (Astúrias), pelos Árabes. A arquitetura visigótica foi influenciada pela arquitetura bizantina no século VII. Vários edifícios foram construídos em França por iniciativa dos visigodos, nomeadamente a Basílica de Notre-Dame da Dourada em Toulouse. As igrejas do tipo basílica eram construídas com planta em cruz grega, fechadas por abóbada de berço em faixas, como as de San Juan em Baños, Santa Comba em Banda e San Pedro de la Nave do século VII. Típico era o uso de arcadas altas e esbeltas na nave central e o formato em ferradura das absides, algumas arquivoltas ou abóbadas. A decoração está dividida em campos retangulares como em Gália.

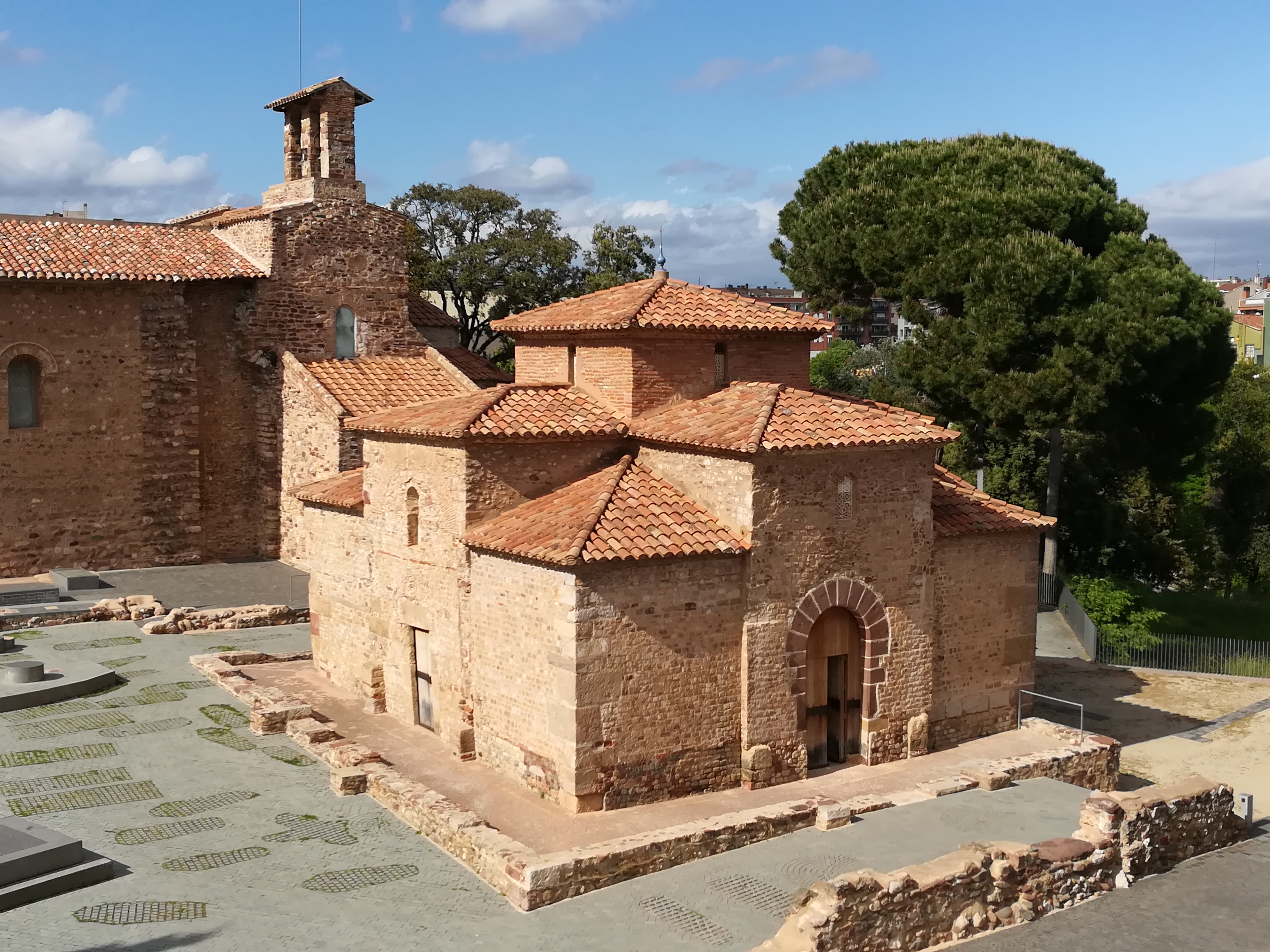
Templo de São Miguel, parte do complexo de San Peres, século VII, Terrassa, Espanha

O segundo grupo é composto por edifícios na Catalunha. Estas incluem, em particular, as igrejas em Terrassa (São Pedro, que era apenas uma capela, São Miguel e Santa Maria) e a catedral juntamente com o batistério em Egara. A Igreja da Virgem Maria era uma basílica de três naves com abobadas de aresta. A Igreja de São Miguel é um pequeno edifício em forma de cruz grega inscrita num quadrado, com uma abside a nascente. Os braços da cruz são abobadados com abóbada em cruzaria e acima da parte central existe uma cúpula sobre trompas de ângulo. Nos cantos, as capelas são abobadadas com nichos. A população cristã (moçárabes) criou a sua própria arquitetura moçárabe no território ocupado pelos árabes. O legado da arquitetura visigótica continua na arquitetura asturiana, que foi posteriormente desenvolvida no século VIII ao século X.
Um dos mais importantes monumentos peninsulares do século X, conjuga a influência dos modelos áulicos asturianos, com a contaminação da arquitectura islâmica peninsular e ainda uma tendência classicizante, é a Igreja de São Pedro de Lourosa. Como refere Paulo Almeida Fernandes, estas correntes artísticas conjugaram-se "numa combinação única que conferiu ao monumento um estatuto ímpar, quer no contexto do pré-românico em território português, quer no ainda largamente desconhecido processo de expansão do reino asturiano, para Sul e Sudoeste, nos derradeiros anos da sua existência". A hipótese corrente na historiografia de São Pedro de Lourosa ser uma igreja construída num contexto moçárabe, afirma que a sua edificação deveu-se à instalação de um contingente asturiano-leonês na região na viragem para o século X. Porém, São Pedro de Lourosa não deixa de revelar uma tendência classicizante que tem paralelo noutras igrejas moçárabes. Neste caso, tal tendência resulta não só do reaproveitando de materiais tardo-romanos, como capitéis ou pedras de ara, mas também enquanto opção estética dos próprios construtores, com expressão nos silhares almofadados, nas portas adinteladas com arcos de descarga ou nos frontões e cornijas de modenatura clássica. Este templo encontra paralelos estílisticos nas igrejas de São Frutuoso de Montélios, de São Pedro de Balsemão e na Mesquita-Catedral de Idanha-a-Velha.

#### Arquitetura insular (seculos V-X)

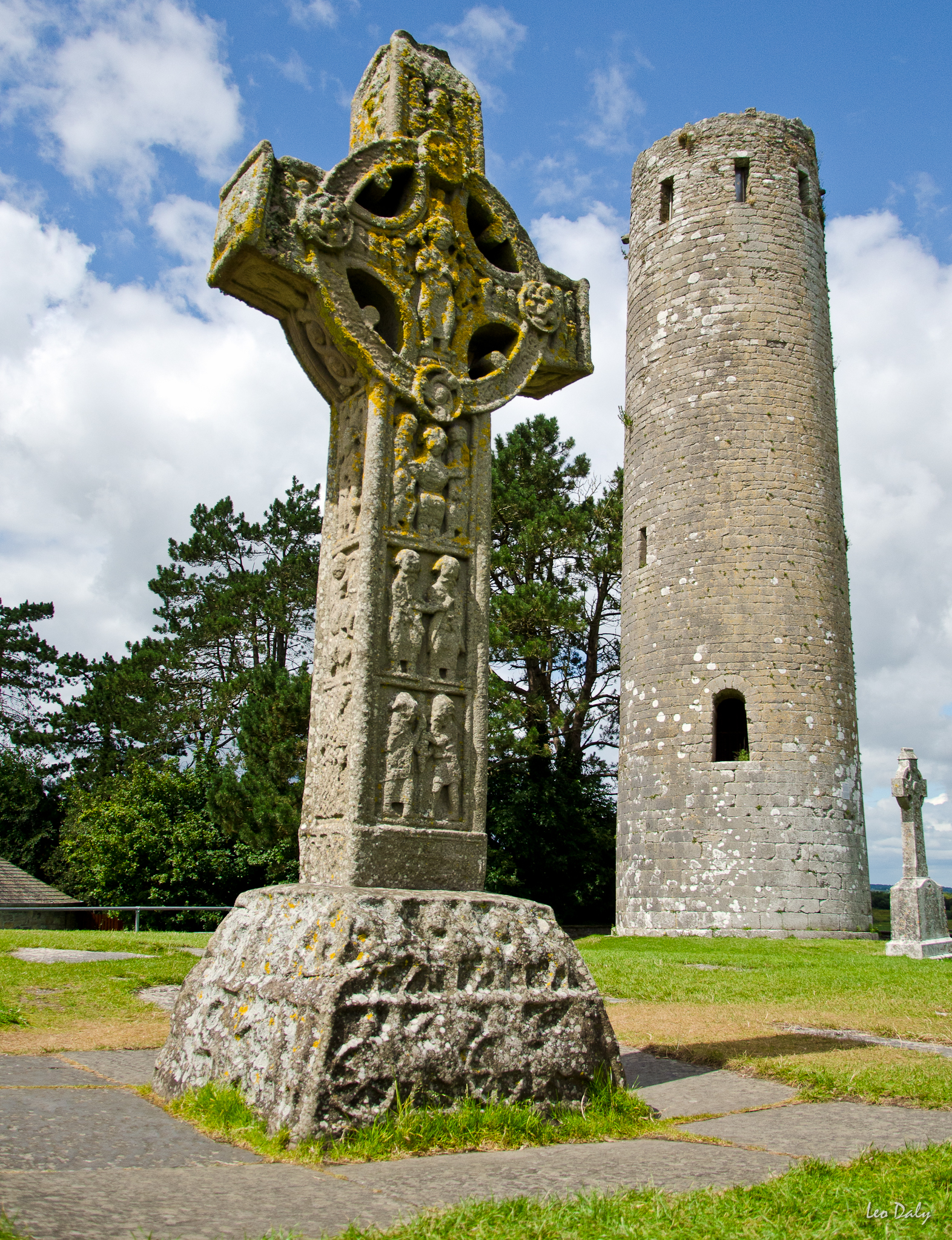
Torre de O'Rourke, Clonmacnoise, 1123/1124, Irlanda

No século XVI desenvolveu-se um movimento monástico, especialmente na Irlanda e na costa ocidental da Escócia. O fundador foi São Columbano, e durante o seu tempo e o dos seus discípulos, foram fundados muitos mosteiros inspirados no monaquismo oriental. Na arquitetura insular é utilizada uma planta retangular, geralmente para igrejas de uma só nave com um coro alongado ou retangular, separado da nave por uma divisória de madeira. Não eram utilizadas colunas nem pilares, o santuário era frequentemente abobadado em pedra. Acima dos mosteiros erguiam-se torres cilíndricas ou cónicas de seis andares, ou torres sineiras com uma única entrada a cerca de 3 m acima do solo, como em Clonmacnoise, Muiredach, Ahenny e Bealine.

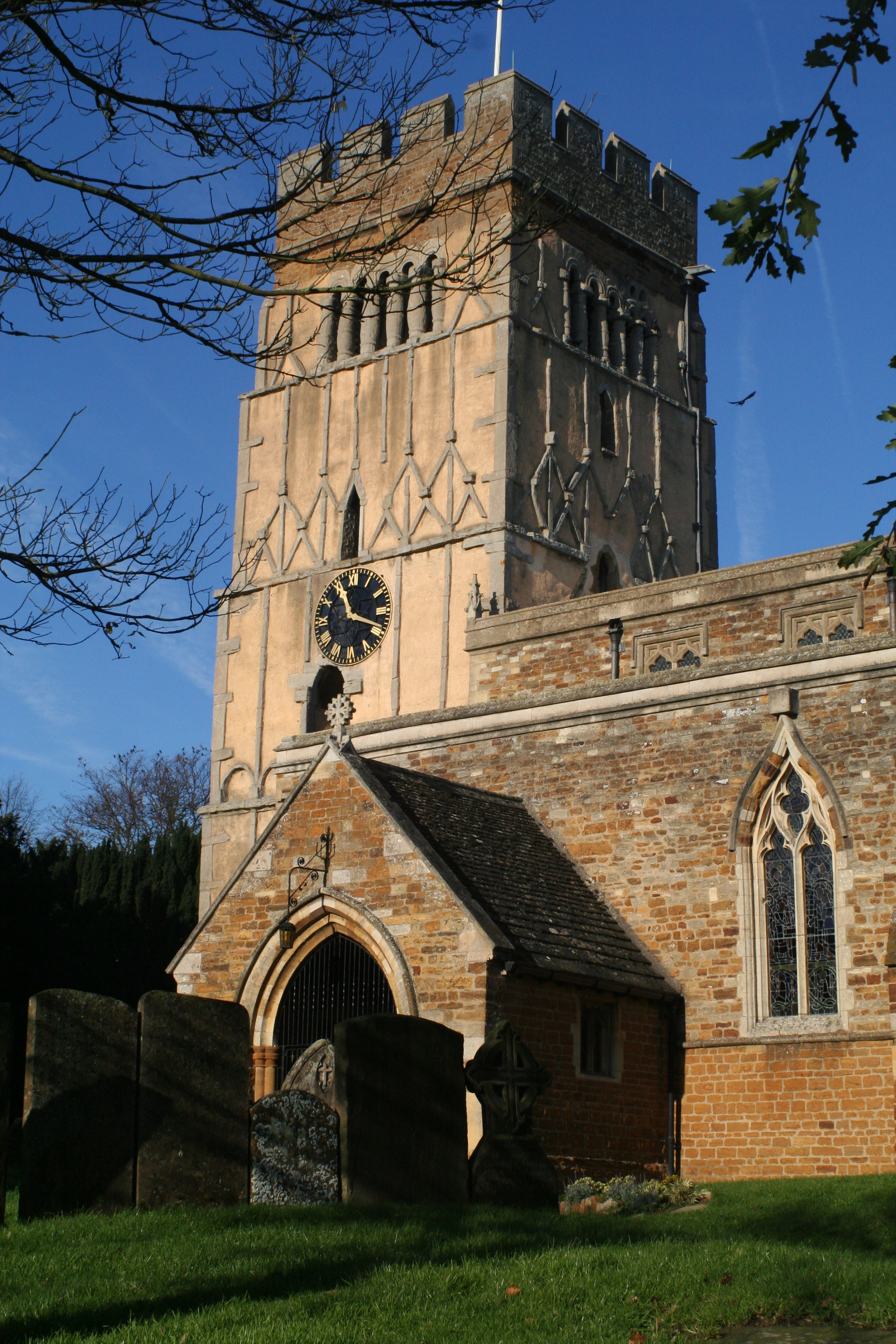
Torre oeste da Igreja de Todos os Santos, cerca de 935, Earl's Barton, Reino Unido

Desde o início século VII nas Ilhas Britânicas a influência dos missionários aumentou. Os bispados foram estabelecidos em Canterbury e Chester. A regra da Ordem Beneditina estava em vigor nos complexos monacais, como os mosteiros de York, Harrow e Wearmouth. A par dos missionários, também penetrou um estilo artístico mediterrânico, que se refletiu na arquitetura e na decoração, como cruzes de pedra e estelas decoradas com entrelaçados  antigas. As igrejas anglo-saxónicas eram geralmente pequenas, de planta retangular e geralmente santuários de uma só nave com um presbitério. Ao contrário da tradição romana, a arquitectura anglo-saxónica consiste numa nave e numa abside, embora os complexos do edifício estejam interligados entre si, valorizando os contrastes entre o espaço para os fiéis e o altar. As primeiras grandes catedrais, como a Catedral de Cantuária, foram construídas através da reconstrução de estruturas romanas. Outros templos maiores do século VII foram construídos segundo o modelo romano. As estruturas mais características são as torres, geralmente construídas na planta da igreja ou projetadas para a frente, como as torres de Earl’s Barton, St. Benet’s Cambridge e Sompting, onde a influência renana é evidente no uso original do chamado telhado coruchéu. Os elementos arquitetónicos mais importantes incluem lesenas, arcadas cegas, eixos cónicos, convexos e janelas fechadas em esquadria.

### Arquitetura carolíngia

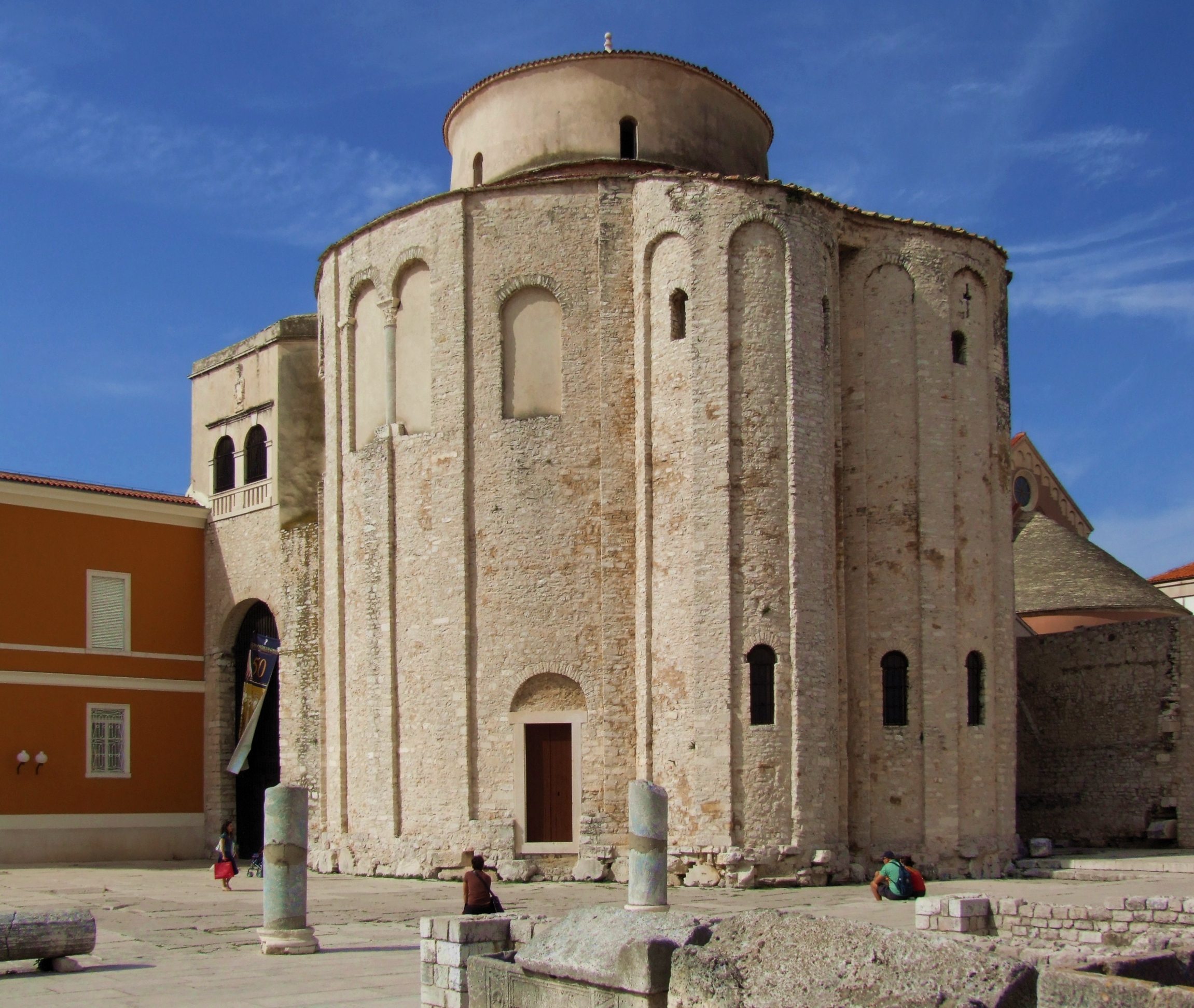
Igreja de São Donato, século IX, Zadar, Croácia

Marca o período da arquitetura sacra e da corte durante o reinado de Carlos I, o Grande e do seu filho Luís, o Piedoso no final do século VIII e o início do século IX. A arquitetura carolíngia constitui um dos picos da arquitetura pré-românica e está relacionada com o desenvolvimento geral da cultura e da arte durante o período de restauração do império no Ocidente (o chamado Renascimento Carolíngio). Carlos Magno estava ciente do atraso cultural da Europa Ocidental em comparação com o Império Bizantino e, por isso, fez grandes esforços para compensar esta deficiência. Começa a construção de mosteiros, escolas, igrejas monumentais e castelos régios e palácios imperiais (Aachen, Ingelheim), mosteiros (Sankt Gallen). O foco da atividade de construção mudou principalmente para as áreas da Renânia até ao curso inferior do Elba. Durante este período, a arte desenvolveu-se na Grande Morávia. Os edifícios sagrados tinham um carácter representativo e significado político, como a Capela Palatina em Aachen, um edifício central octogonal com uma cúpula e corredor. Todo o edifício, na sua forma e decoração, segue a (Anastasis) Basílica do Santo Sepulcro em Jerusalém, mas também os primeiros monumentos cristãos em Ravena. O edifício típico era uma basílica de três naves com um transepto e uma abside retangular ou com três absides paralelas. O tipo de templo central é mais desenvolvido. O confessionário sob o altar transforma-se numa cripta, quer como um salão com um coro elevado ou, inversamente, um espaço de stoa subterrâneo. Nas basílicas imperiais, a chamada "salvação" é criada no lado oeste da nave. Os mosteiros são de grande importância, cumprindo o papel de atividades missionárias em zonas pouco povoadas. Entre os edifícios mais importantes contam-se a Basílica de Einhard em Steinbach perto de Darmstadt, o Mosteiro de Werden perto de Essen, Corvey perto de Paderborn, Reichenau no Lago de Constança, Santa Maria em Cosmedin em Roma e a Igreja de São Donato em Zadar.

#### Arquitetura carolíngia (finais do século VIII—início do século X)

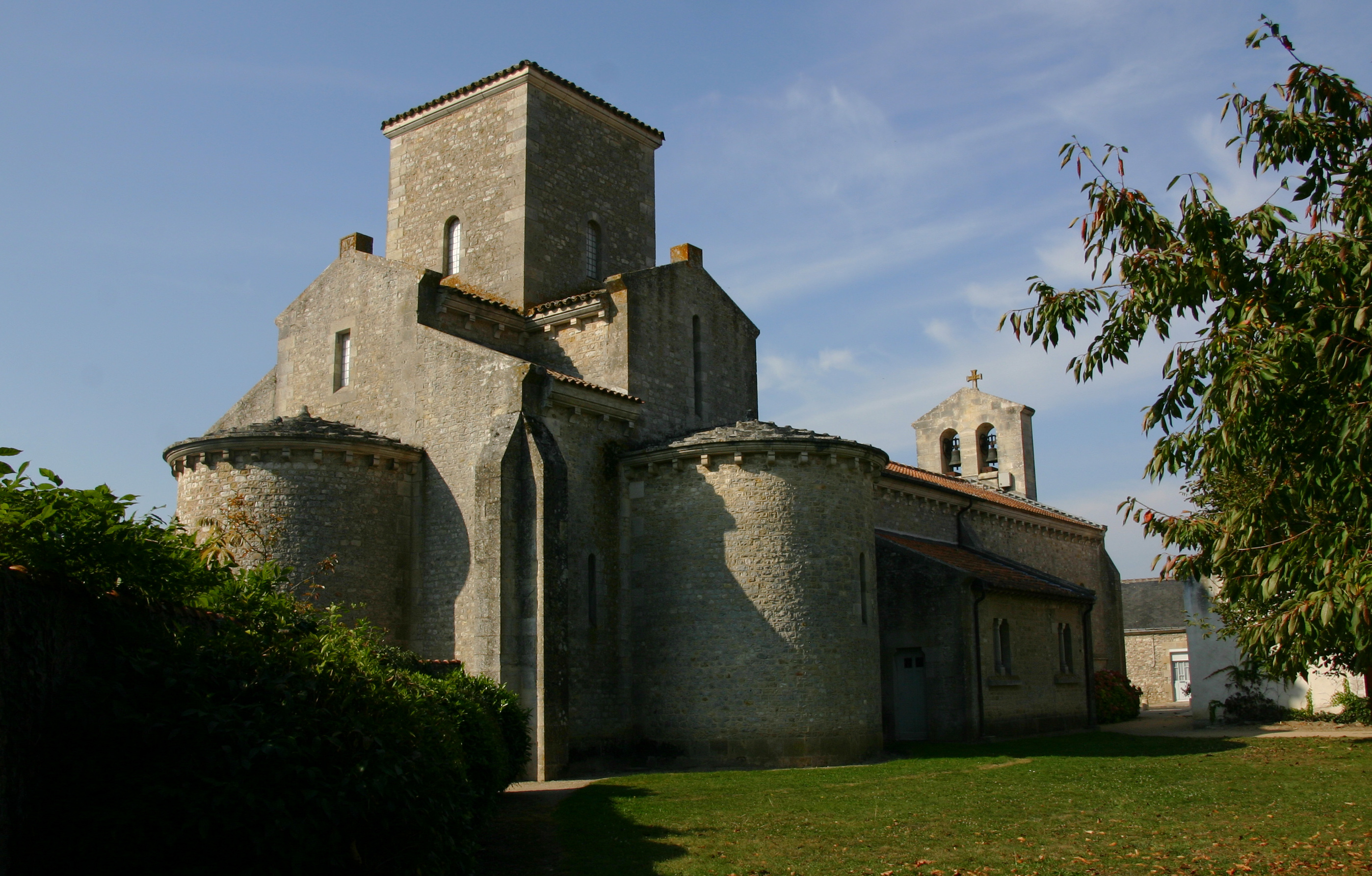
Igreja em Germigny-des-Prés, início do século IX, França

Arquitetura da corte e da igreja no final do séc. VIII e na primeira metade do século IX, em sentido restrito refere-se ao período de governo de Carlos Magno I, o Grande (768—814) e num sentido mais amplo refere-se ao período de governo da dinastia carolíngia no Império Franco. Constitui um dos pináculos da arquitetura pré-românica e está relacionado com o desenvolvimento geral da cultura e da arte durante o período da restauração do império no Ocidente, o chamado Renascimento Carolíngio. Carlos Magno deu continuidade programática à tradição antiga, principalmente na morfologia arquitectónica e na reintrodução de motivos figurativos (pequena escultura e relevo). Ao mesmo tempo, porém, Carlos estava consciente da primazia do Imperador Bizantino e, por isso, os seus esforços foram dirigidos para utilizar a arquitetura como meio de representar a majestade imperial. A arquitetura também deu seguimento à arquitetura paleocristã, com predominância da arquitetura sagrada, e os edifícios seculares eram concebidos em termos funcionais, sem grandes ambições representativas. As spolia eram frequentemente utilizadas, sendo que partes inteiras de edifícios antigos da Itália  foram importadas para a Renânia. As divisões tinham geralmente um teto com vigas planas, sendo as abóbada utilizadas muito excepcionalmente. No norte de Itália, durante o reinado dos Carolíngios, desenvolveu-se a escola de arquitetura lombarda, que contribuiu significativamente para o aparecimento da arquitetura românica.

Planta da Catedral de Aachen, a Capela Palatina marcada a preto, século VIII/IX, Aachen, Alemanha

Verifica-se a construção de castelos, palácios, mosteiros e igrejas do tipo basílical com terminação retangular ou com três absides paralelas, as chamadas absides beneditinas, como as de Saint-Philibert-de-Grand-Lieu ou nas criptas em Flavigne e Saint-Germain em Auxerre. Têm geralmente uma planta central, como a Capela Palatina em Aachen ou a igreja em Germiny-des-Prés. As igrejas com vestíbulo e capela no piso da fachada poente têm passagem livre para a nave no piso térreo. As basílicas eram combinadas com torres sineiras (campanário) numa única unidade arquitetónica. Um tipo de basílica desenvolvida no formato de um T ou planta em forma de cruz, que gradualmente se tornou predominante. Algumas basílicas, provavelmente influenciadas pela arquitetura bizantina, tinham um espaço de travessia separado do templo, como a basílica na ilha de Reichenau em Mittelzell de 816, que prenunciava o esquema da planta da arquitetura otomana. Dos suportes foram utilizados sobretudo pilares, que, em comparação com o perfil simples anterior, adquiriram um perfil transversal. Algumas basílicas tinham absides nos lados oriental e ocidental, daí a chamada basílica de duplo coro. A partir do século IX, começaram a surgir no Ocidente basílicas com westwerk. Muitas vezes, a parte ocidental da basílica era ampliada com um transepto, criando assim uma planta de cruz inscrita.

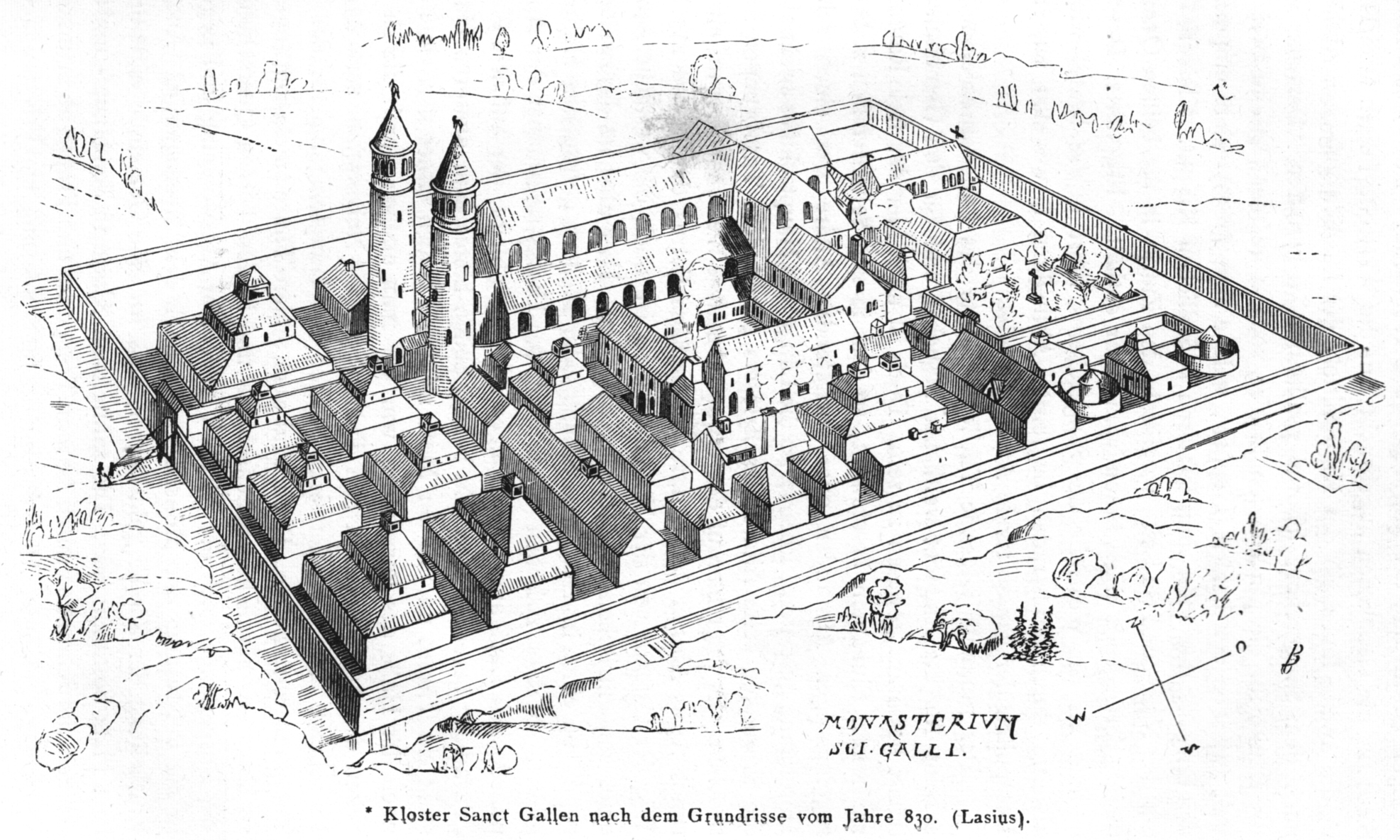
Reconstrução da forma ideal do mosteiro segundo o plano de São Galo

As criptas eram consideravelmente maiores do que no período cristão primitivo, assumindo por vezes a forma de várias naves com uma abside. Sob o coro elevado, encontra-se uma cripta, alongada para leste. Isto cria um espaço para a veneração dos restos mortais dos santos e para os túmulos de pessoas de alta posição. O arco foi introduzido, como na catedral de Clermont-Ferrand e na igreja de São Maurício em Agaune, no mosteiro. Estes novos elementos, criados no período carolíngio, foram posteriormente utilizados na arquitetura românica. No século IX, surgem fachadas com torres na Gália. A planta das torres do templo era inicialmente circular e, mais tarde, retangular. O desenvolvimento foi no sentido de composições de templos com múltiplas torres. Os vestígios mais relevantes de palácios imperiais podem ser encontrados em Aachen e Ingelheim. Graças à planta da Abadia de St. Havel em St. Gallen, de 830, podemos ter uma ideia da abrangência dos edifícios monacais no período carolíngio. A decoração de superfícies é preferida à escultura. A decoração dos templos é influenciada pela decoração interior dos templos de Ravena (pintura mural e mosaico).

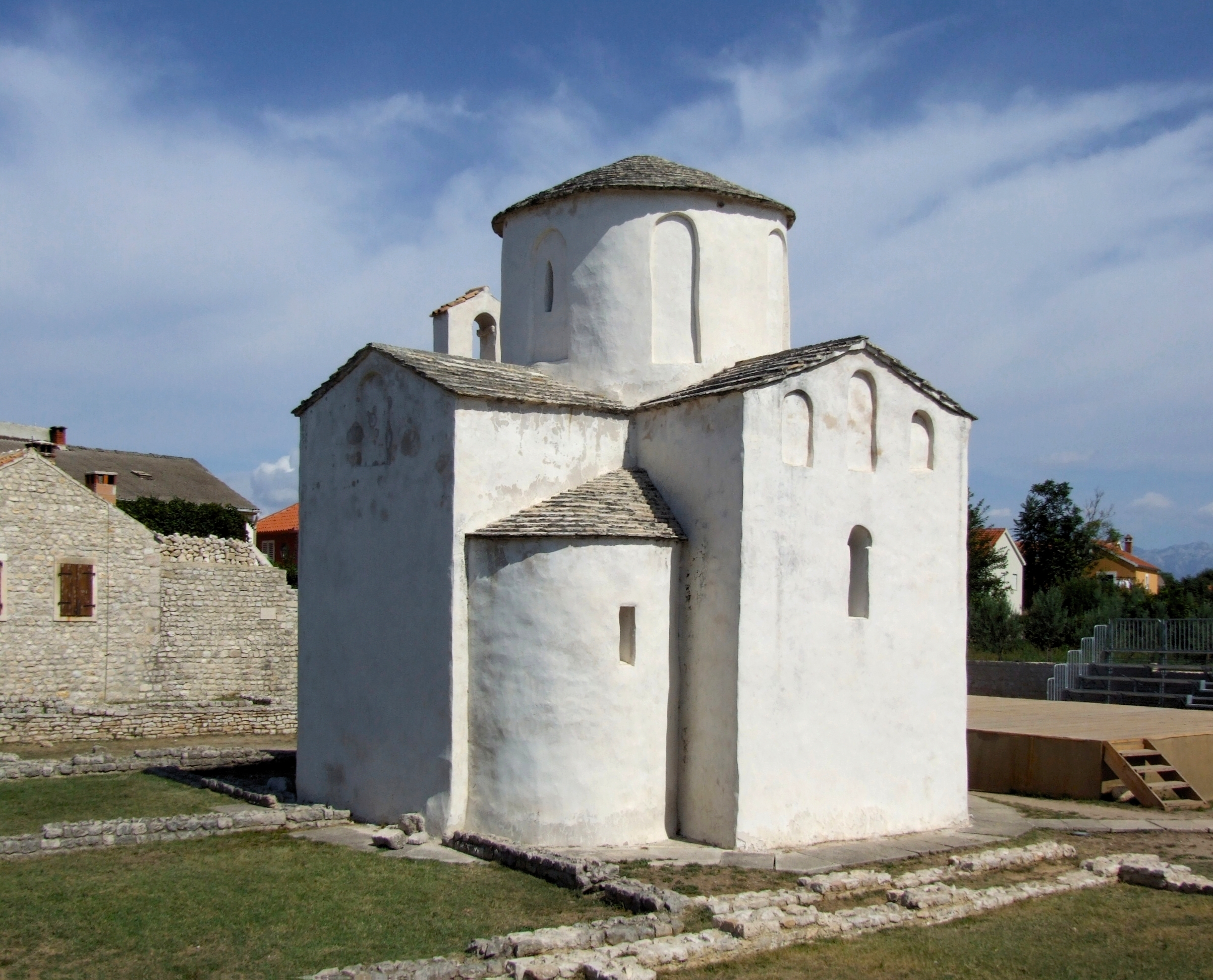
Igreja da Santa Cruz, século IX, Nin, Croácia

Na Dalmácia, a antiga Ilíria romana, criação arquitetónica do início da Idade Média, segue a tradição antiga, mas também a bizantina. Numa época em que a basílica de três naves prevalecia no Ocidente, foram construídas pequenas igrejas de vários tipos na Dalmácia. A arquitetura paleocristã de Ravenna também teve aqui uma certa influência, transmitida pela tipologia especial de cruz latina Mausoléu de Gala Placídia, que se reflete na Igreja da Santa Cruz em Nin ou na Igreja de São Donato em Zadar. Surgiram também cabeceiras com absides em forma de ferradura e igrejas típicas com paredes reforçadas com contrafortes.

#### Arquitetura da Grande Morávia (início do século IX—906)

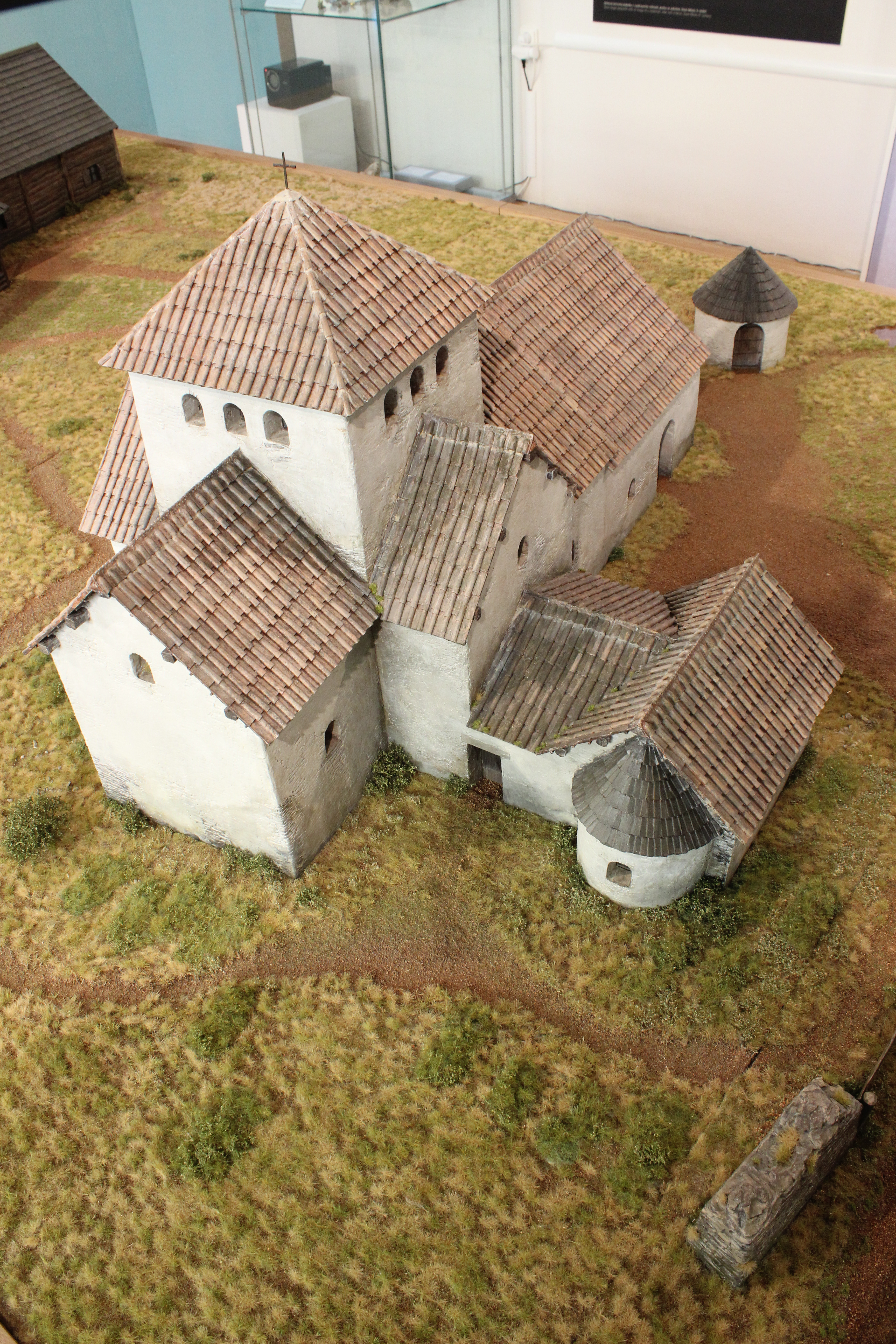
Reconstrução do provável aspecto da basílica, séc. IX, Uherské Hradiště–Sady, República Checa

A arquitetura da Grande Morávia surge no século IX e desenvolve-se até ao início do século X, com os seus principais centros no sul da Morávia e na Eslováquia ocidental. A arquitectura da Grande Morávia representa a primeira expressão estilisticamente estabilizada entre os Eslavos. As igrejas estiveram entre as primeiras construções de pedra dos eslavos, pelo que se prevê também a participação de artistas estrangeiros na sua construção. Na arquitetura sacra é visível uma forte influência da arquitetura ocidental, mas também da arquitetura bizantina, graças às missões cristãs do Ocidente e do Oriente cristãos. Outras influências na arquitetura sacra da Grande Morávia vieram de várias fontes, que estão relacionadas com a disseminação do cristianismo de várias áreas, como a influência da arquitetura carolíngia ou influências dálmatas-ístrias. A arquitetura da Grande Morávia foi seguida pela arquitetura cristã na Boémia, por exemplo, a Igreja de São Clemente em Levý Hradec ou a Igreja de São Pedro e São Paulo (Budeč).
Nas igrejas da Grande Morávia, pode-se traçar o desenvolvimento de três tipos de plantas nas igrejas. A primeira tipologia era uma igreja curta de uma só nave com uma ábside semicircular da segunda metade do século IX. Sete igrejas com abside semicircular, preservadas nas suas fundações (por exemplo em Staré Město perto de Uherské Hradiště e em Mikulčice), foram construídas com base num esquema modular. A base é o diâmetro interior da abside, o comprimento e a largura da nave. O módulo provavelmente determinava a distribuição da altura do edifício. A segunda tipologia era curta ou com uma antecâmara (nártex) que se estendia com um tramo abobadado com um presbitério retangular, por exemplo Modrá perto de Velehrade, Mikulčice, Sady u Uherského Hradiště. Sobretudo na igreja de Modrá, perto de Velehrad, pode presumir-se que se trata de um documento das actividades da missão irlandesa-escocesa no período inicial da Grande Morávia. O terceiro tipo era um centro circular (rotunda), como a igreja rotunda com duas absides semicirculares em Mikulčice e uma rotunda com duas absides em forma de ferradura na Cidade Velha. A Tetraconcha em Mikulčice era muito provavelmente um batistério.

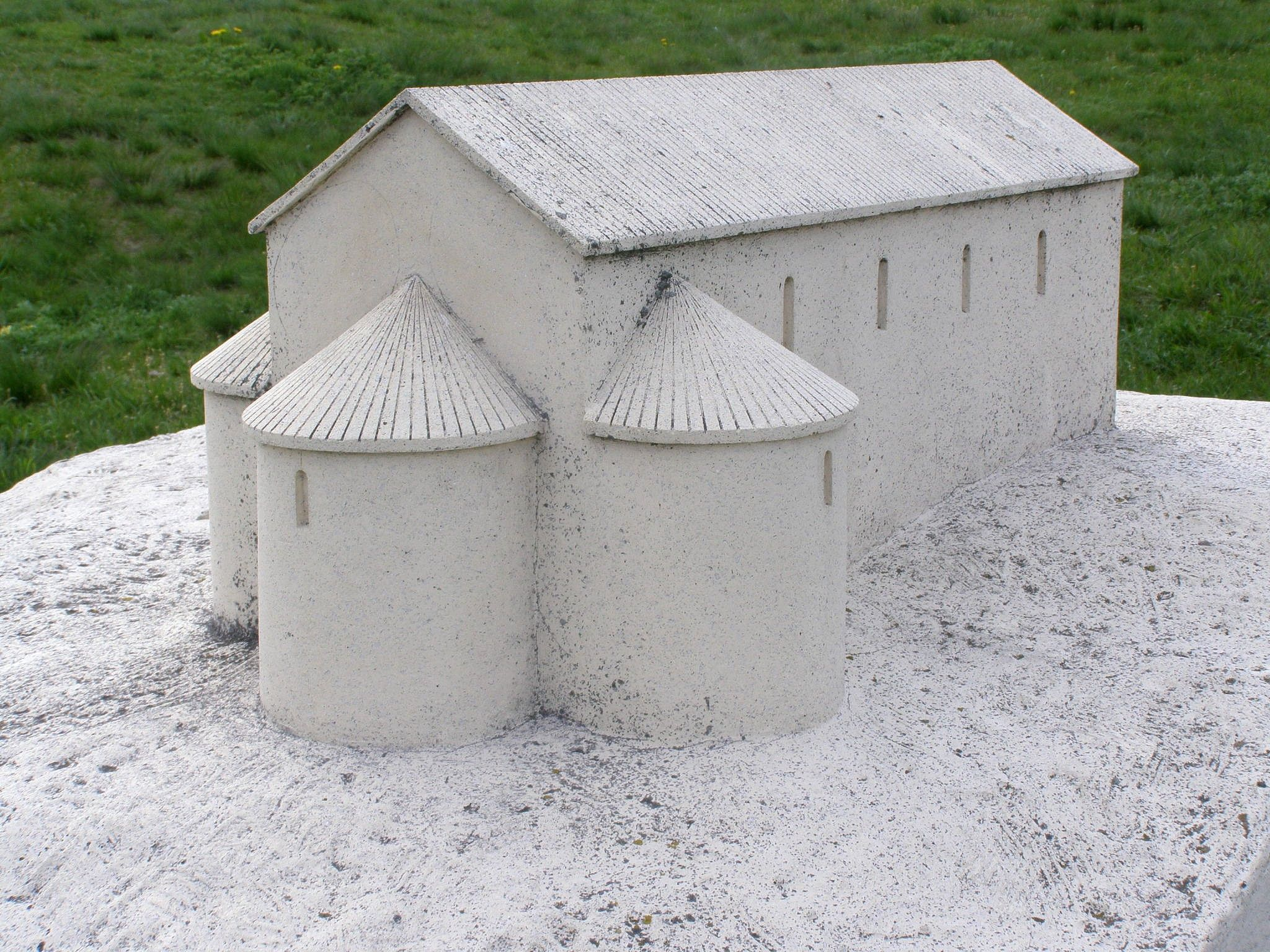
Reconstrução do provável aspecto da Grande Igreja Morávia no Castelo de Devín, segunda metade do século IX, Bratislava distrito da cidade de Devín, Eslováquia

Estruturalmente mais exigentes são as basílicas de três naves de Mikulčice (igreja III) e de Bratislava (Hradný vrch). No castelo de Devín existe uma igreja única de uma só nave com fecho em trevo (triconcha). As igrejas foram construídas com pedras retiradas das pedreiras, e raramente eram utilizadas pedras do rio, utilizando frequentemente material do período pré-eslavo. Os edifícios eram rebocados internamente e decorados com frescos, como a Igreja de Santa Margarida de Antioquia (Kopčany), a Igreja de São Jorge (Kostoľany pod Tribečom) e a Rotunda de São Jorge (Nitrianska Blatnica) acima de Nitrianská Blatnica.
A arquitetura de fortificação centrou-se na construção de fortalezas fortificadas com muralha, como as fundações do palácio em Mikulčice e os edifícios de madeira dentro da muralha, onde foram encontrados ladrilhos de pavimento em mármore com decoração ornamental e figurativa. Uma importante cidade fortificada era Staré Město perto de Uherské Hradiště com várias igrejas (a igreja longitudinal na parte local de Špitálky, em Valech e a rotunda de São Miguel).
Outros sítios arqueológicos encontram-se na zona de Uherské Hradiště (Staré Město, Modrá e Sady). Aproximadamente metade das igrejas conhecidas até agora são provenientes de Mikulčice. Várias igrejas da Grande Morávia pode encontram-se em Nitra, que, no entanto, manteve uma posição importante mesmo após o desaparecimento da Grande Morávia e as reconstruções posteriores levaram provavelmente à destruição de várias delas. As igrejas estão localizadas principalmente em zonas de cidades fortificadas, ou mansões.

### Arquitetura otoniana

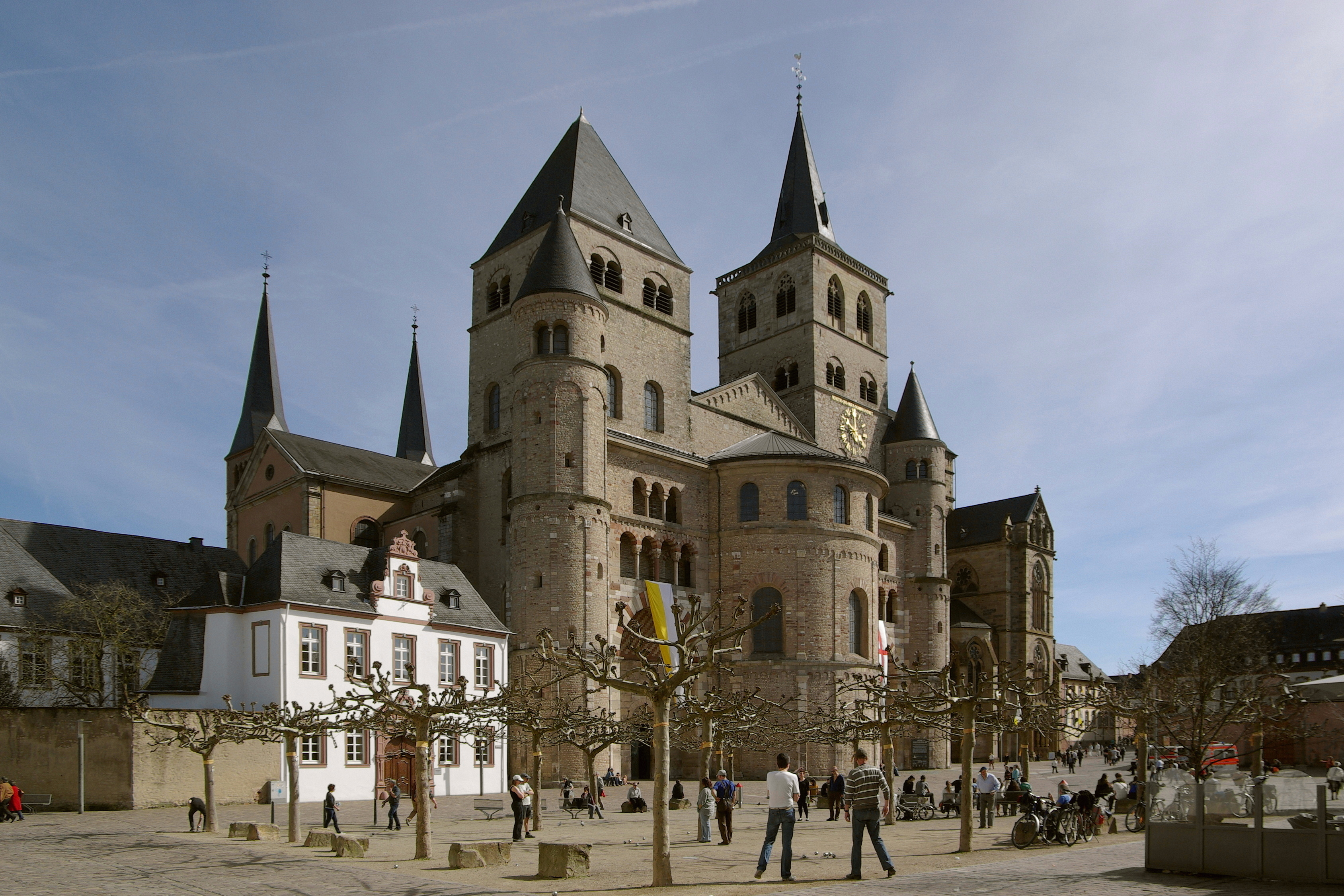
Casa de São Pedro, século X/século XI, Trier, Alemanha

Refere-se ao período, principalmente no território da atual Alemanha, durante o governo da dinastia saxónica (Henrique I da Germânia, o Passarinheiro, Otão I, Otão II e Otão III). A arquitetura otoniana seguiu a arquitetura carolíngia e esteve associada à ideia de restauro do Império Romano no Ocidente. Ao mesmo tempo, a arquitetura asturiana e a arquitetura moçárabe desenvolvem-se na Península Ibérica. As cortes imperiais (kaiserpfalz), as residências episcopais e o mosteiros tornam-se centros culturais. A arte otoniana atingiu o seu auge por volta de 1000, enquanto no campo da arquitetura, só em meados do século XI é que começa a fazer-se sentir, e sobrepor-se à arquitetura românica. Os edifícios de arquitetura otoniana têm características que indicam uma transição suave da arquitetura pré-românica para a românica, como a igreja do mosteiro em Alpirsbach, Catedral de Nossa Senhora e Santo Estêvão em Speyer, São Pedro em Trier ou a Catedral em Paderborn ou o Palatinado Imperial em Goslar. Uma forte tendência para ligar organicamente todas as partes do edifício num objeto coerente. A construção de um coro duplo basílicas com uma cripta, dois transeptos e uma Westwerk a oeste. A ênfase está no coro oriental. Durante o reinado de Otão III, a influência da arquitetura bizantina foi menos evidente.

#### Arquitectura otoniana (início do século X—1038)

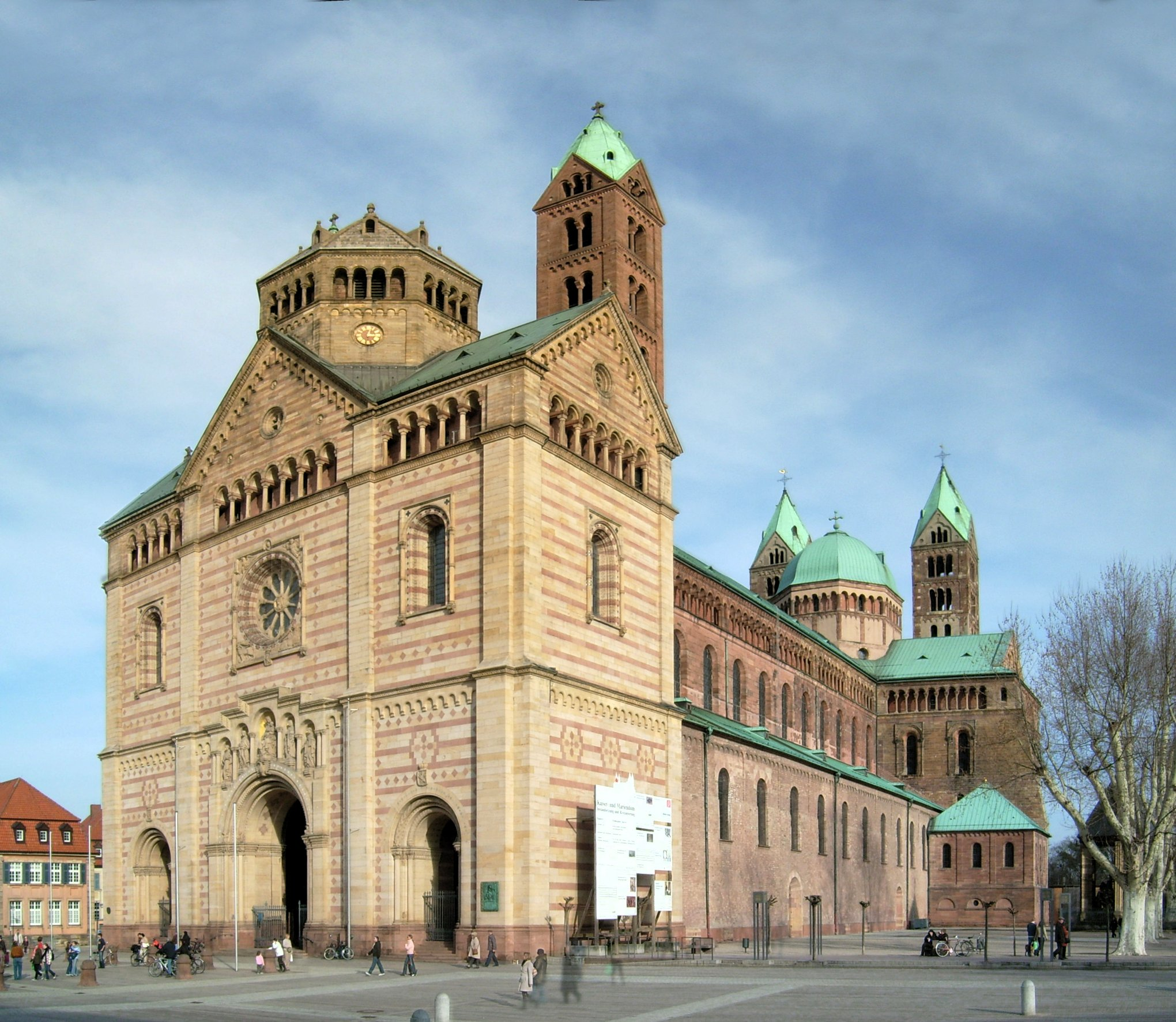
Catedral de Nossa Senhora e Santo Estêvão, 1027/1030–1106, Speyer, Alemanha

A arquitetura otomana é a última fase da arquitetura pré-românica. Deu continuidade aos esforços nascidos no período carolíngio (a ideia de restaurar o império romano no Ocidente) e aplicou também modelos antigos e influências bizantinas. Por vezes, este período é referido como renascimento otomano. A arte floresceu durante a dinastia otoniana, fundada em 919 por Henrique I, o Passarinheiro da Baixa Saxónia, que governou até 1024, altura em que foi sucedido pela dinastia saliana. A arquitetura otoniana desenvolveu-se especialmente a partir do reinado de Otão I em 936. Os centros culturais eram residências episcopais, mosteiros ou a corte imperial. A arquitetura otoniana atingiu o seu auge por volta de 1000, enquanto a arquitetura de meados do século XI é considerada arquitetura românica. Os edifícios deste período apresentam características que indicam um desenvolvimento harmonioso da arte arquitetónica entre as fases otoniana e românica, como a igreja da abadia em Alpirsbach, a Catedral de Nossa Senhora e Santo Estêvão em Speyer ou a Catedral de Paderborn. Situação semelhante verificou-se no kaiserpfalz em Goslar, a partir de 1024. A tendência para ligar todas as partes do edifício numa unidade espacial coerente foi crescente.

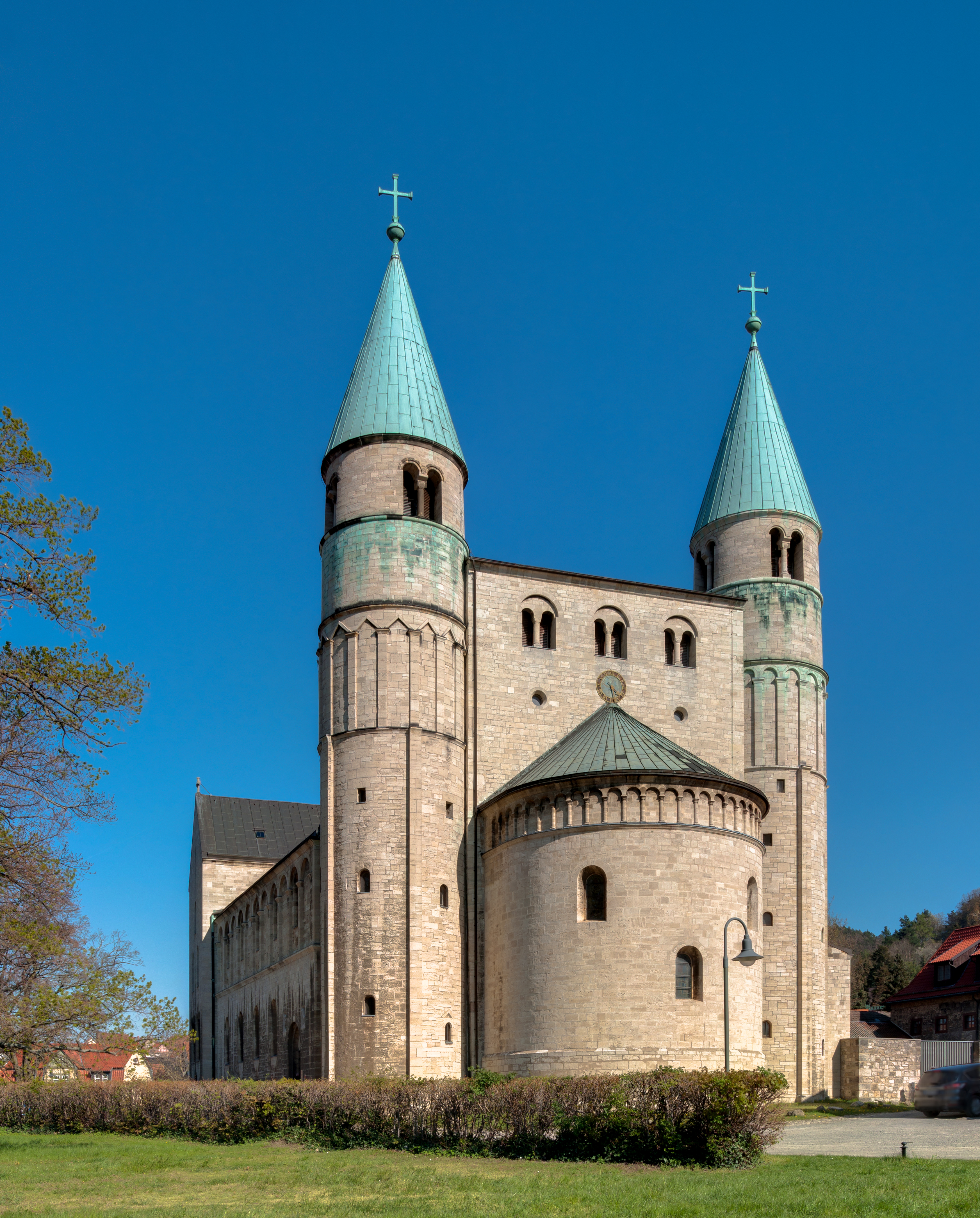
Igreja de São Ciríaco, século X/século XI, Germânia, Alemanha

Na arquitetura, difundiu-se a construção de basílicas de duplo coro, com várias torres e criptas. Desenvolveu-se sobretudo com base na arquitetura carolíngia. A ênfase no coro oriental, onde se concentrava a liturgia, continuou a crescer. As basílicas tinham geralmente dois transeptos e uma cruz . A silhueta do templo era completada por torres de escada e torres acima do cruzeiro. Foi utilizada uma alternância de pilares e colunas. Eram utilizados matroneus nos templos. As abóbadas (de berço, nervuradas, luneta e claustro) limitavam-se à cripta e naves. A nave principal tinha um tramo plano ou era aberta para o telhado. A Basílica de São Jorge original no Castelo de Praga antes da sua reconstrução em 1142 tinha também um carácter próximo da arquitetura otoniana. O batistério, mausoléu com planta central e basílicas eram dominantes. Basílica em Hildesheim tornou-se o protótipo da arquitetura românica inicial na Alemanha. Entre os edifícios mais bem conservados contam-se a capela do palácio em Nijmegen ou a igreja do mosteiro de São Ciríaco em Gernrode. Os edifícios centrais eram geralmente derivados em planta e arranjo da Capela Palatina em Aachen. Durante o reinado de Otão II, a influência da Arquitetura Bizantina manifestou-se em menor grau, o que é explicado pela união dinástica entre Otão II. e a princesa bizantina Teófanes. A capela de São Bartolomeu em Paderborn foi construída em 1017 para os seus próprios serviços por construtores gregos que trabalharam na catedral local. A capela é o salão mais antigo da Alemanha e possui doze abóbadas, suportadas por colunas com capitéis de estilo bizantino.

#### Arquitectura asturiana e moçárabe (VIII—primeiro quartel do século XI)

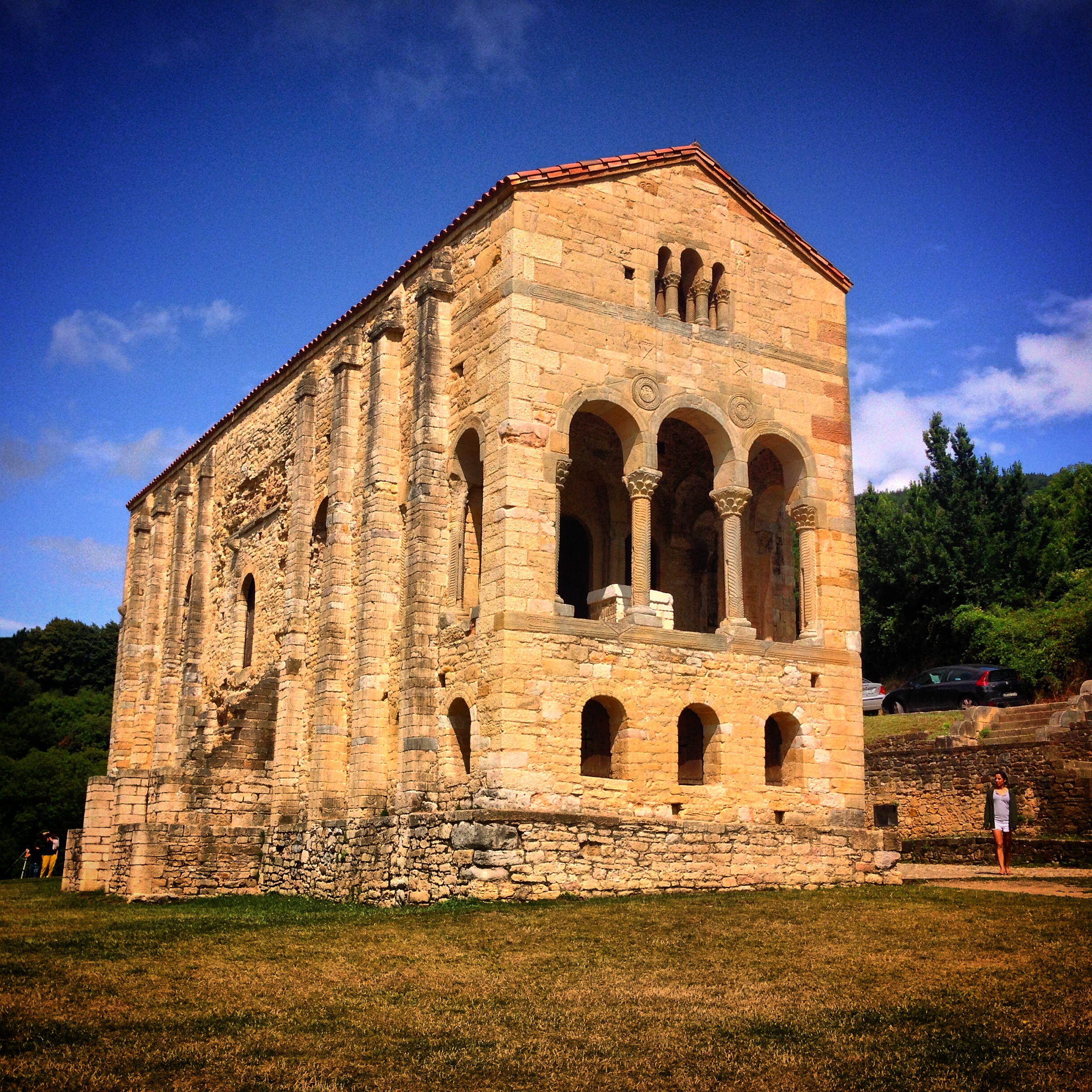
Santa Maria de Naranco, residência real (aula regia) do Rei Ramiro I, séc. IX, perto de Oviedo, Espanha

No final do século VIII, a arquitetura asturiana segue-se diretamente à arquitetura visigótica. Assiste-se a um renascimento do tipo templo basílica com uma nave transversal ligeiramente saliente, com um coro de três lados e uma nave central suportada por colunas. São utilizadas plantas complexas, especialmente na forma de uma cruz grega com abóbada de berço. A construção destas igrejas é realizada com o significativo apoio dos reis asturianos Afonso II e o seu filho Ramiro I. Afonso II era contemporâneo de Carlos I, o Grande, com quem manteve relações diplomáticas. Em Oviedo construiu uma capela chamada Câmara Santa, onde o relicário transportado após a queda de Toledo foi mantido, e a Igreja de Santo Tirso. Também em Oviedo, construíram o palácio real, a Catedral de São Salvador com uma capela mariana e um batistério. Perto de Oviedo, construiu a Igreja de São Julião dos Prados, a Igreja de Santullano, Santa Maria de Bendones e São Pedro de Nora. Entre as igrejas mais bem conservadas do século IX contam-se Santa Maria del Naranco, que provavelmente serviu como igreja ou salão real ou residência (aula regia) do Rei Ramiro I, e a Igreja de São Miguel de Lillo. Uma capela consagrada, destacam-se as abóbadas (de berço) que servem de cobertura e a utilização de colunas como descanço para o arco, em vez da utilização de pilares que era comum para que a sua pressão fosse transferida para os contrafortes da estrutura exterior. Um monumento importante é a igreja no Mosteiro Beneditino de São Salvador de Valdediós perto de Villaviciosa. Elementos da arte víquingue também aparecem na arquitetura, o que está provavelmente relacionado com os ataques dos viquingues às costas das Astúrias e da Galiza. O interior dos edifícios era decorado com pinturas murais, mobiliário e relíquias.

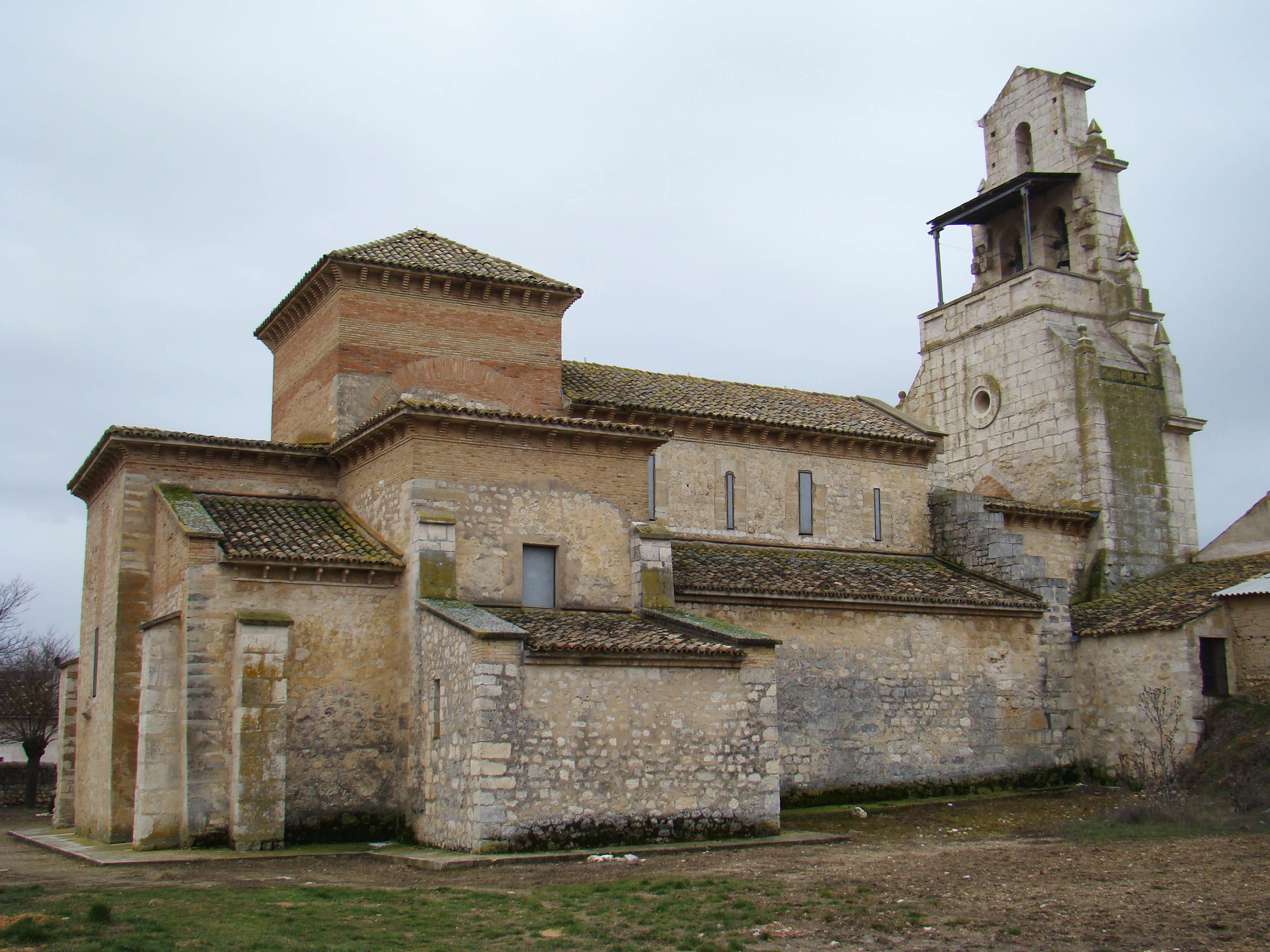
Igreja de São Cepriano de Mazote, século X, São Cepriano de Mazote, Espanha

A arquitetura moçárabe desenvolveu-se entre o século IX—século XI na Península Ibérica sob o domínio árabe e mouro. Era comum a combinação típica da arquitetura visigótica original e arquitetura islâmica. Os cristãos adotaram alguns costumes árabes sem se converterem ao Islão, embora mantivessem a sua religião e uma certa autonomia eclesiástica e judicial. No sul ocupado por árabes, os artesãos das comunidades cristãs eram os portadores da arte moçárabe. Estas comunidades raramente conseguiam construir novas igrejas, embora existisse alguma tolerância religiosa. As autorizações para a construção de novas igrejas eram muito rigorosas. Construíam-se sobretudo pequenas igrejas rurais. As igrejas abobadadas tinham apenas uma nave e as abóbadas eram em forma de ferradura. Há um ligeiro declínio na arquitetura. Foram construídas basílicas de três a cinco naves com três absides. A influência da arquitetura islâmica refletiu-se na utilização do arco em forma de ferradura e da cúpula nervurada. Foram construídas igrejas altas, geralmente com três naves e duas fileiras de arcadas mouriscas com vista aberta para o telhado de madeira. Entre os destaques arquitetónicos estão as igrejas em Escalada, Penalba e Celano, e a igreja em Berlanga é particularmente notável. O maior exemplo sobrevivente da arquitetura moçárabe é o Mosteiro de San Miguel de Escalada, perto de Leão, fundado por monges de Córdoba e consagrado em 913. Monumentos notáveis são São Cepriano de Mazote, na província de Valladolid e Santa Maria de Melque, em Toledo. A arquitetura moçárabe também se difundiu para zonas reconquistadas pelos reinos cristãos do norte a partir do final do século IX, sobretudo no Reino de Leão e no Reino de Castela. Nos territórios reconquistados, principalmente na bacia do rio Douro e no planalto da Meseta, mas também no território dos reinos cristãos do norte da Península Ibérica, foi criada uma fase específica denominada "Repoblación" no final do século IX e início do século XI. O termo "Repoblación" refere-se ao repovoamento das zonas fronteiriças devastadas pela guerra e despovoadas na bacia do rio Douro e no planalto da Meseta. Segundo os especialistas, tratou-se mais de uma reorganização demográfica dos territórios conquistados. Este termo controverso continua a ser objecto de debate, razão pela qual alguns historiadores de arte ainda não consideram a arquitectura da chamada "Repoblación" como uma fase separada da arquitectura pré-românica na Península Ibérica, mas sim como uma parte específica da arte moçárabe.|group=pozn.}} A arquitetura é uma mistura heterogénea de elementos, pelo que por vezes predominam elementos da arquitetura palocristã, visigótica, asturiana ou islâmica.